# Верхнедвинск
Верхнедви́нск (бел. Верхнядзвінск; до 25 декабря 1962 года — Дри́сса, бел. Дрыса) — город на северо-западе Витебской области Беларуси. Административный центр Верхнедвинского района.
Площадь города — 771,04 га, численность населения — 6 771 человек (на 1 января 2025 года).

## География
Расположен у впадения реки Дриссы в Западную Двину, в 175 км от Витебска. Железнодорожная станция Верхнедвинск на линии Полоцк — Даугавпилс находится в д. Боровка в 2 км от города.

## Этимология
Историческое название города — Дрисса (в летописях и хрониках встречаются также варианты Дрись, Дриза). В 1962 году под предлогом неблагозвучности названия переименован в Верхнедвинск. С географической точки зрения город находится в среднем течении реки Западная Двина, а не верхнем. Старое название города связано с именем реки Дрисса. В. А. Жучкевич предположил, что слово Дрисса имеет балтийско-финское происхождение и происходит от основы driskne — река. По мнению Р. И. Овчинниковой название реки вторично, образовано от названия озера Дриссы в Россонском районе, из которого она вытекает. Название озера состоит из известных гидронимических элементов: др- (Драй, Друйка, Дривяты, Дрисвяты, Друть, Дретунь и т. д.) и -сы (Туросы, Войсо, Волосо, Муйса и т. д.), которые связаны с финно-угорскими терминами тур и ты, то, означающими «озеро». Семантика названия реки Дрисса — «озерная река». Название озера Дриссы означает просто «озеро».

## Геральдика
Герб принят решением Верхнедвинского районного Совета депутатов от 28 июня 2002 года № 85. Зарегистрирован в Гербовом матрикуле Республики Беларусь 26 июля 2002 года № 94.
Флаг учреждён Указом Президента Республики Беларусь от 28 февраля 2011 года № 86 и зарегистрирован в Государственном геральдическом регистре 15 марта 2011 года № Б-188. Одобрен решением Верхнедвинского районного Совета депутатов от 16 октября 2009 года № 110.

## История

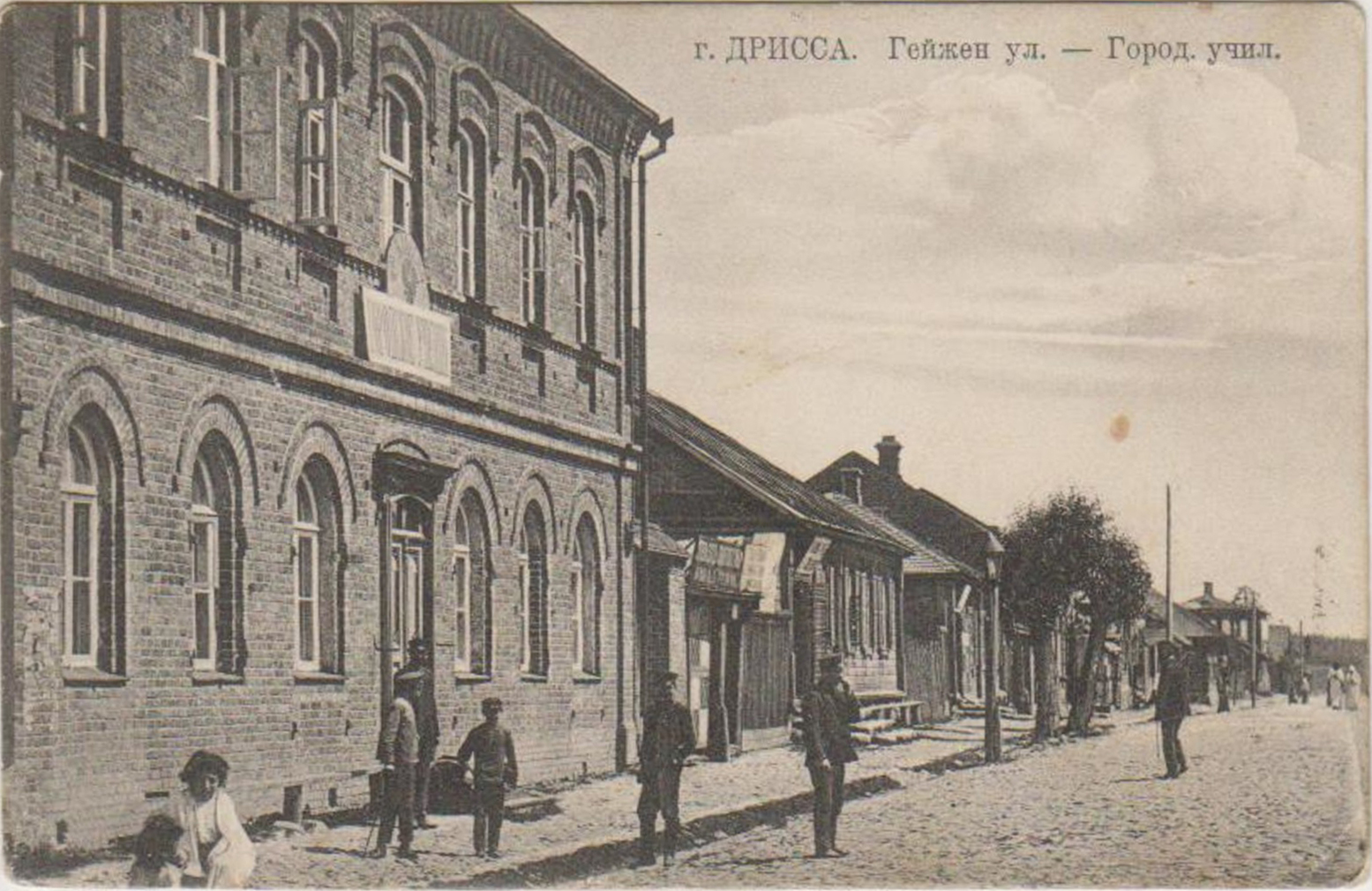
Дрисса в 1914 году. Городское училище

В письменных источниках город впервые упоминается в 1386 году в хронике М. Стрыйковского, когда Дриссенский замок во время междоусобной войны захватил и поджег князь Андрей Полоцкий. В средние века город с прилегающими землями входил в состав Полоцкого княжества, Великого княжества Литовского, Речи Посполитой. Был торговым центром.
Город входил в состав:
- Полоцкого княжества (до 1504 г.)
- Полоцкого воеводства (1504—1772 гг.)
- Полоцкой провинции Псковской губернии (1772—04.09.1776 гг.)
- Полоцкой губернии (04.09.1776—1778 гг.)
- Полоцкого наместничества (1778—1796 гг.)
- Белорусской губернии (1796—1801/1802 гг.)
- Витебской губернии (1801—1924 гг.) — центр Дриссенского уезда
- Полоцкого округа (1924—1930, 1935—1938 гг.) — центр Дриссенского района
- Полоцкой области (1944—1954 гг.) — центр Дриссенского района
- Витебской области (1938—1944, с 1954 г. по настоящее время) — центр Верхнедвинского района

В XIV—XVII вв. основным городским укреплением являлся Дриссенский замок — порубежная крепость Великого княжества Литовского и Речи Посполитой на границе с Ливонским орденом. В 1547 г. здесь была учреждена "камора" (таможня). Замок был взят войсками Ивана Грозного, обратно был взят Стефаном Баторием.
Рядом с Дриссой в войну 1812 года располагался Дрисский укреплённый лагерь.
В 1855 и 1878 гг. город сильно пострадал от разлива Двины и Дриссы.
В 1897 году в городе жили 4238 человек, в том числе евреи — 2852, белорусы — 974, русские — 228, поляки — 167.

### Новейшее время

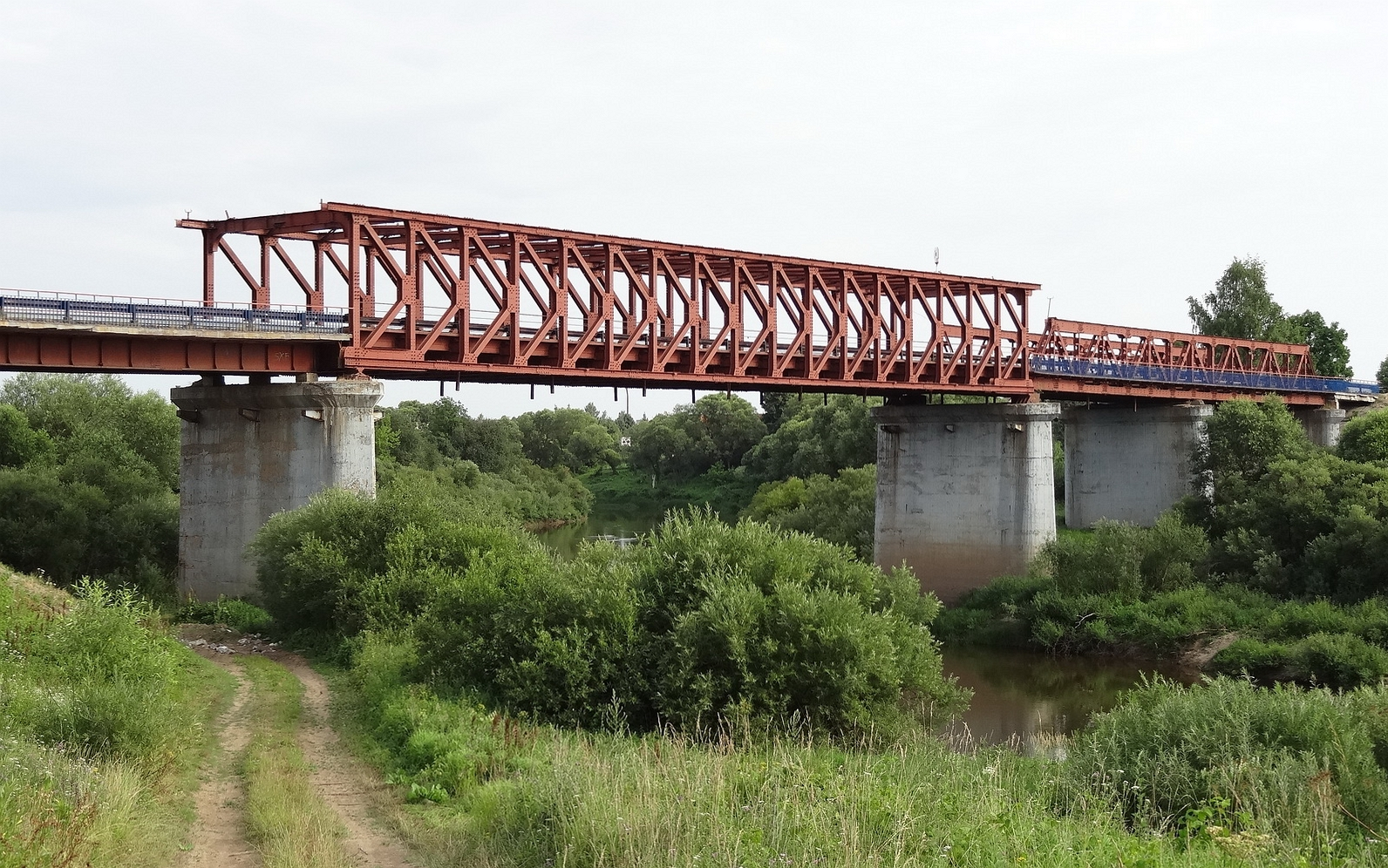
Мост через реку Дрисса на въезде в город

Районным центром Дрисса стала в 1924 году. В 1939 году в Дриссе проживало 1569 белорусов, 825 евреев, 258 русских и представители прочих  национальностей.
С 3 июля 1941 года местность находилась под немецкой оккупацией. Город был освобожден Красной армией от немецко-фашистских захватчиков 12 июля 1944 года. В сентябре 1944 г. Дрисса была включена в Полоцкую область, а в январе 1954 года — в Витебскую область.
25 декабря 1962 года город Дрисса переименован в Верхнедвинск.
20 октября 1995 года административные единицы Верхнедвинский район и город Верхнедвинск, имеющие общий административный центр, объединены в одну административную единицу — Верхнедвинский район.

## Население
Численность населения — 6 771 человек (на 1 января 2025 года).
| Численность населения: |
| График не отображается по техническим причинам. Чтобы исправить это, воспроизведите график в новом формате, если это возможно. |

| Год         | 1939  | 1959   | 1970   | 1979   | 1989   | 2006   | 2016   | 2018   | 2019   | 2022   | 2023   | 2024   | 2025   |
| ----------- | ----- | ------ | ------ | ------ | ------ | ------ | ------ | ------ | ------ | ------ | ------ | ------ | ------ |
| Численность | 2 737 | ▲3 596 | ▲5 083 | ▲6 279 | ▲7 672 | ▼7 521 | ▼7 335 | ▼7 306 | ▼7 040 | ▼6 967 | ▼6 883 | ▼6 870 | ▼6 771 |

В 2017 году в Верхнедвинске родилось 88 и умер 91 человек. Коэффициент рождаемости — 12 на 1000 человек (средний показатель по району — 11,1, по Витебской области — 9,6, по Республике Беларусь — 10,8), коэффициент смертности — 12,4 на 1000 человек (средний показатель по району — 20,5, по Витебской области — 14,4, по Республике Беларусь — 12,6). Уровень рождаемости в Верхнедвинске один из самых высоких среди районных центров Витебской области.

## Транспорт

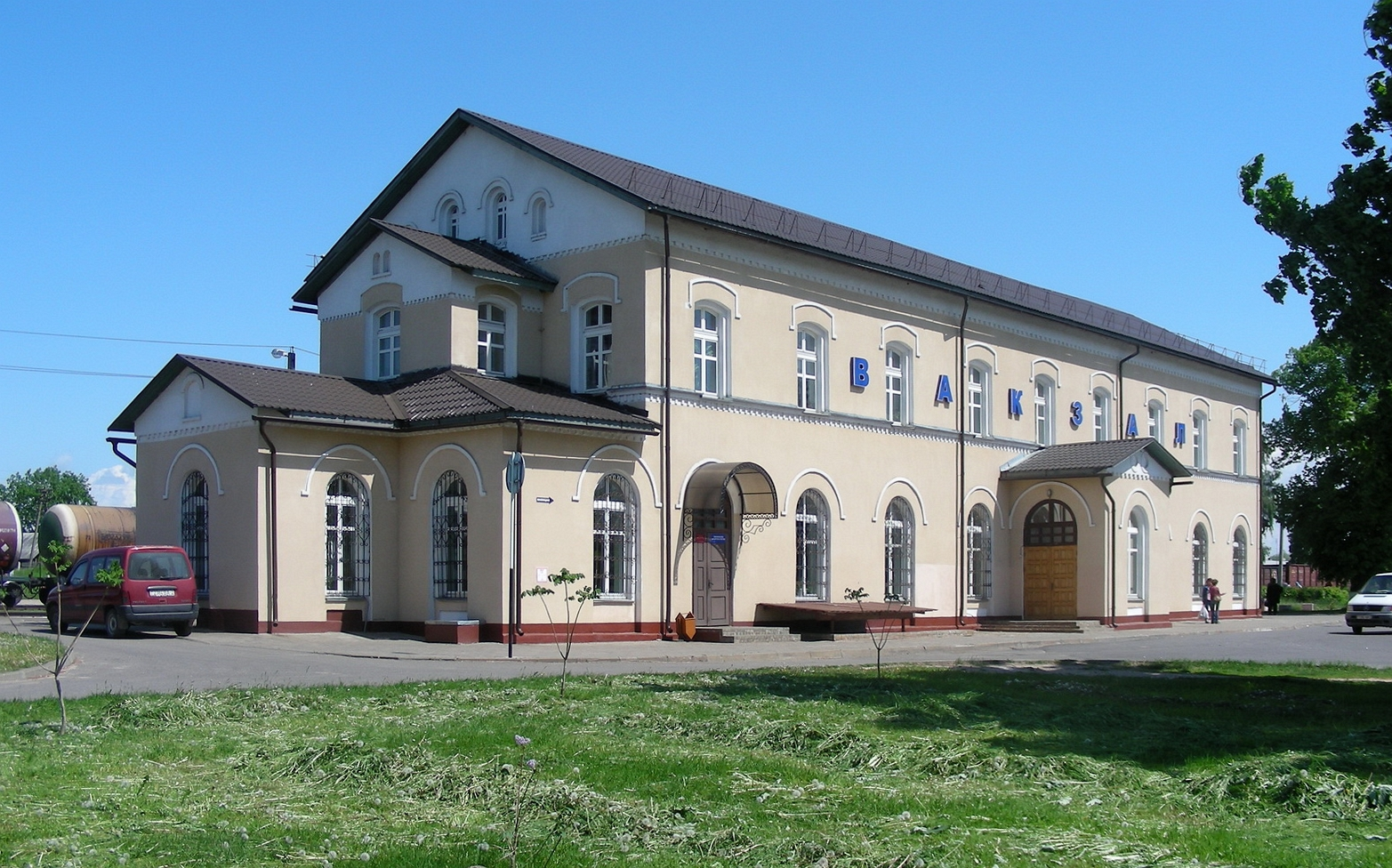
Железнодорожный вокзал

Через город проходит автомобильная дорога Р117 (граница Российской Федерации (Кострово) — Кохановичи — Верхнедвинск), недалеко от города — Р20 (Витебск — Полоцк — граница Латвии (Григоровщина).
Железнодорожная станция «Верхнедвинск» (1866) находится в 2 км к северу от города на участке Полоцк—Даугавпилс Риго-Орловской железной дороги.
До 1920-х г. в городе имелся речной порт на р. Западная Двина.
Городской транспорт представлен автобусами, осуществляющими перевозку пассажиров по маршрутам: «Перекрёсток АТП — Железнодорожный вокзал», «Перекрёсток АТП — Автостанция», «Ул. Кобзуна — Железнодорожный вокзал», «Перекрёсток АПТ — Железнодорожный вокзал ч/з Гейженово». Перевозчик-оператор городских и пригородных маршрутов — Филиал «Автобусный парк № 2 г. Полоцка» ОАО «Витебскоблавтотранс».
Город имеет прямое автобусное и железнодорожное сообщение с Полоцком, Миорами, Витебском, Минском, Ригой, Даугавпилсом, Таллином и др. Ежедневно через станцию «Верхнедвинск» курсирует четыре пары дизель-поездов Полоцк-Бигосово / Бигосово-Полоцк, а также поезд международных линий Минск-Рига / Рига-Минск.

## Экономика
Промышленный комплекс города представлен следующими предприятиями:
- ОАО «Верхнедвинский райагросервис» — Верхнедвинский район д. Боровка. Комплекс услуг для сельского хозяйства, ремонт двигателей, грузоперевозки, изготовление СЭУ «Двина»
- ОАО «Верхнедвинский льнозавод»
- Филиал Верхнедвинский хлебозавод ОАО «Витебскхлебпром»
- КУП «Верхнедвинский завод столярных изделий»
- ОАО «Верхнедвинский маслосырзавод» — Верхнедвинский район, д. Янино
- ОАО «Инвет» (Верхнедвинский р-н, д. Бигосово) — изделия из пластмасс
- ООО Агропромышленное предприятие «ТОН» — ремонт топливной аппаратуры для сельскохозяйственной техники
- Филиал «Верхнедвинская ГЭС» РУП «Витебскэнерго»

## Культура

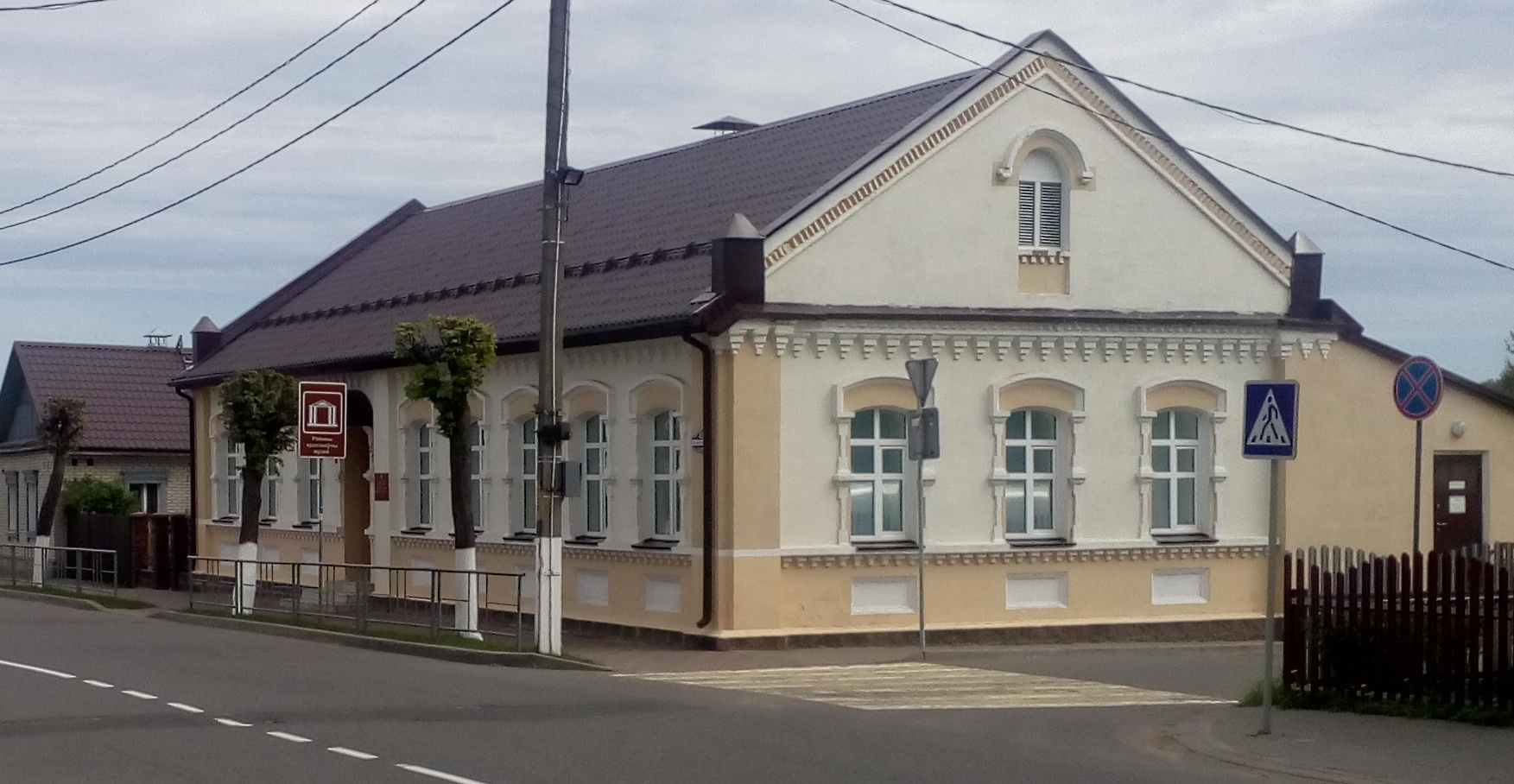
Верхнедвинский историко-краеведческий музей

- Верхнедвинский историко-краеведческий музей
- Центр культуры и народного творчества
- Дом ремёсел
- Верхнедвинская центральная районная библиотека имени Т. Хадкевича

## События и мероприятия

### События
- 11 мая 2023 года Верхнедвинск принял эстафету вдоль государственной границы, посвящённую 105-летию пограничной службы Беларуси

### Мероприятия
- В 2017 году в честь 200-летия со дня рождения И. Е. Храповицкого в Верхнедвинске и Кохановичах прошла международная научная конференция.
- В 2018 году прошёл областной фестиваль "Дажынкi"

## Достопримечательности

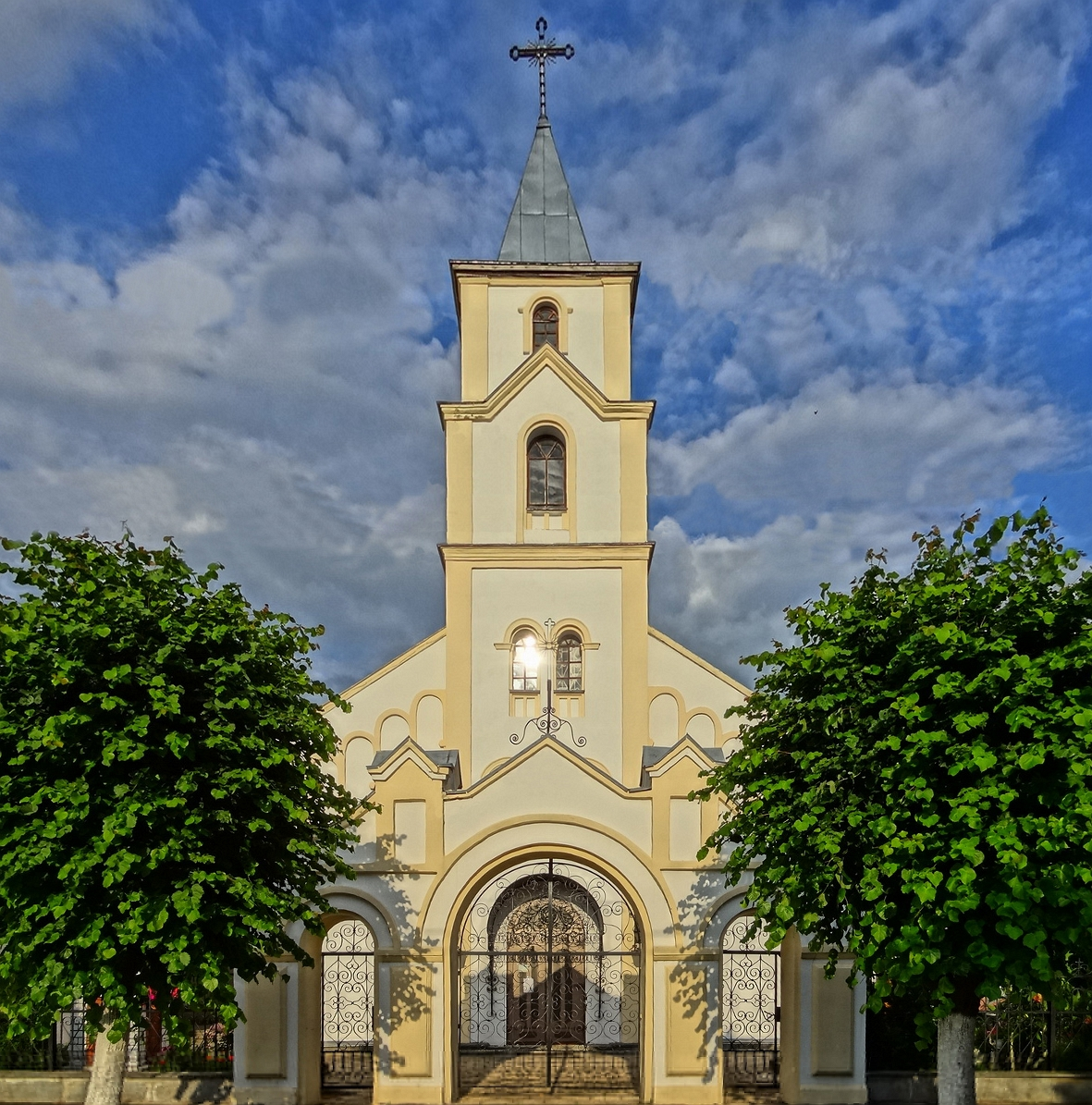
Римско-католическая церковь Рождества Девы Марии

- Православная церковь св. Николая (1819)
- Римско-католическая церковь Рождества Девы Марии (сер. XIX в.)
- Рядовая городская застройка (XIX — нач. XX вв.)
- Верхнедвинский историко-краеведческий музей
- Еврейское кладбище
- Христианские кладбища
- Здание по улице Советская, 43 (начало XX века) —  Историко-культурная ценность Республики Беларусь, шифр 213Г000219
- Обелиск памяти Отечественной войны 1812 года (1912), на ул. Советской, в сквере
- Братская могила (1939), в городском сквере —  Историко-культурная ценность Республики Беларусь, шифр 213Д000217
- Братская могила (1944), в городском сквере —  Историко-культурная ценность Республики Беларусь, шифр 213Д000218
- Мост через р. Западная Двина — самый высокий мост в Беларуси
- Городской парк на берегу р. Западная Двина
- Смотровая площадка на набережной р. Западная Двина
- Традиционный промысел — ткачество (художественное ручное узорное)

### Памятник, скульптура
- Памятник В. И. Ленину
- Памятные знаки достопримечательностям города
- Мемориальный комплекс жертвам фашизма, воинам-освободителям и землякам (1977), на развилке шоссейных дорог Верхнедвинск—Освея, Даугавпилс—Полоцк —  Историко-культурная ценность Республики Беларусь, шифр 213Д000220
- Памятник героям Великой Отечественной войны (1960-е гг.)
- Памятник красноармейцам, погибшим в сентябре 1939 года (1960-е гг.)
- Памятная доска в честь И. Д. Черского
- Памятник воинам-интернационалистам (2012)
- Памятник жертвам еврейского гетто (2013)
- Поклонный крест на набережной. Установлен в 2018 году в честь 1030-летия Крещения Руси и 200-летия Храма Святителя Николая Чудотворца г. Верхнедвинска
- Памятный знак «Два пограничных столба» (2019)
- Памятный знак в виде якоря с цепью на набережной Западной Двины – памятный знак дружбы Народов соединённых водной артерией протекающей по территории России, Беларуси и Латвии. Надпись на табличке: “Двина, Дзвіна, Daugava! Напоўнена мінуўшчынай да дна! Ты, як матуля, нас яднала Для трох краін – рака адна!”

### Жанровая скульптура, арт-объекты
- Памятник Яну Сыроделу

### Архитектурные формы
- Макет Дриссенского замка (XVI в) на главной площади

### Утраченное наследие
- Замок (XVI в)
- Церковь Святых Бориса и Глеба (XIX в.)

## Галерея

Дрисса в 1912 году. Фотография Прокудина-Горского
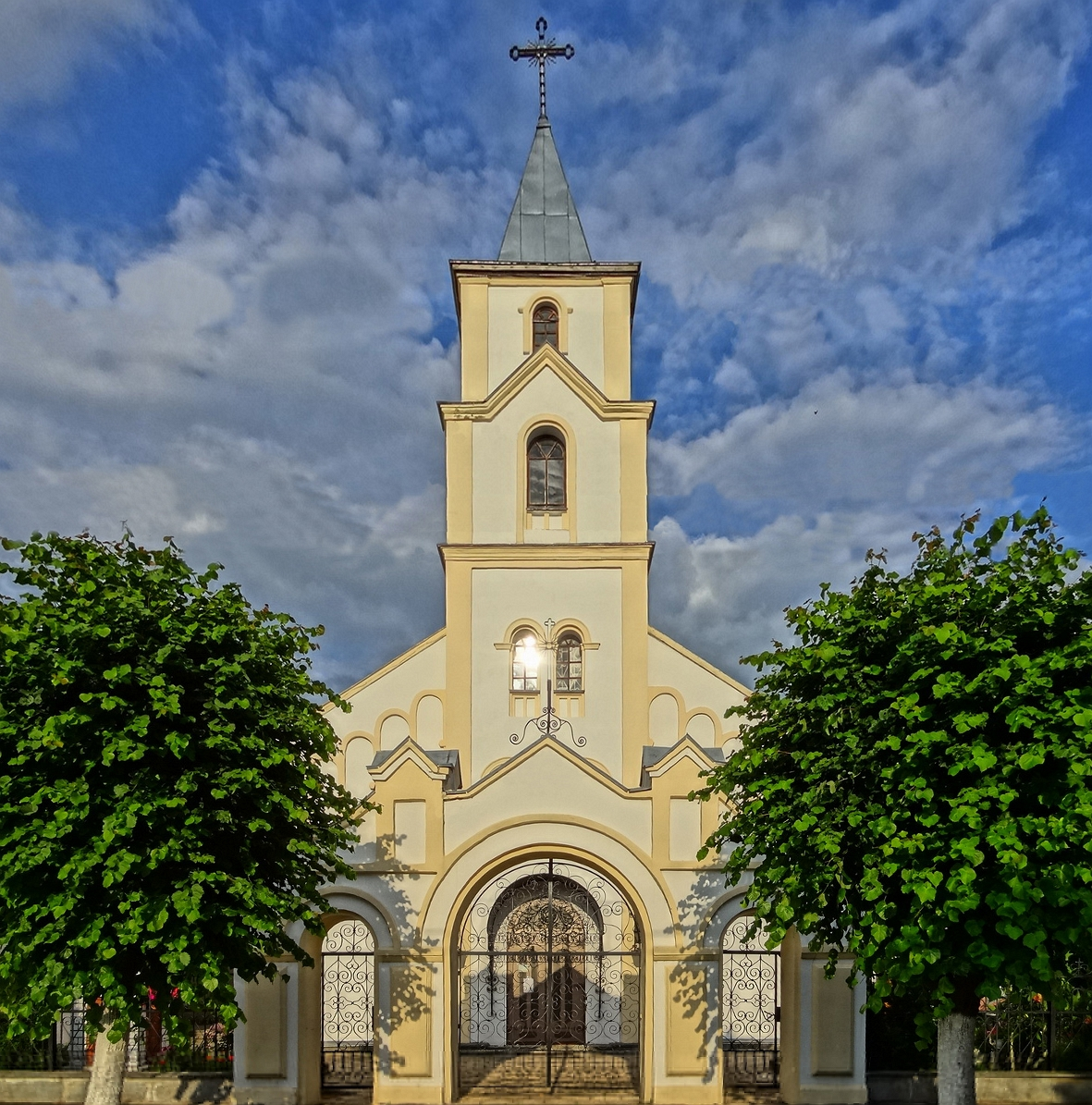
Римско-католическая церковь Рождества Девы Марии
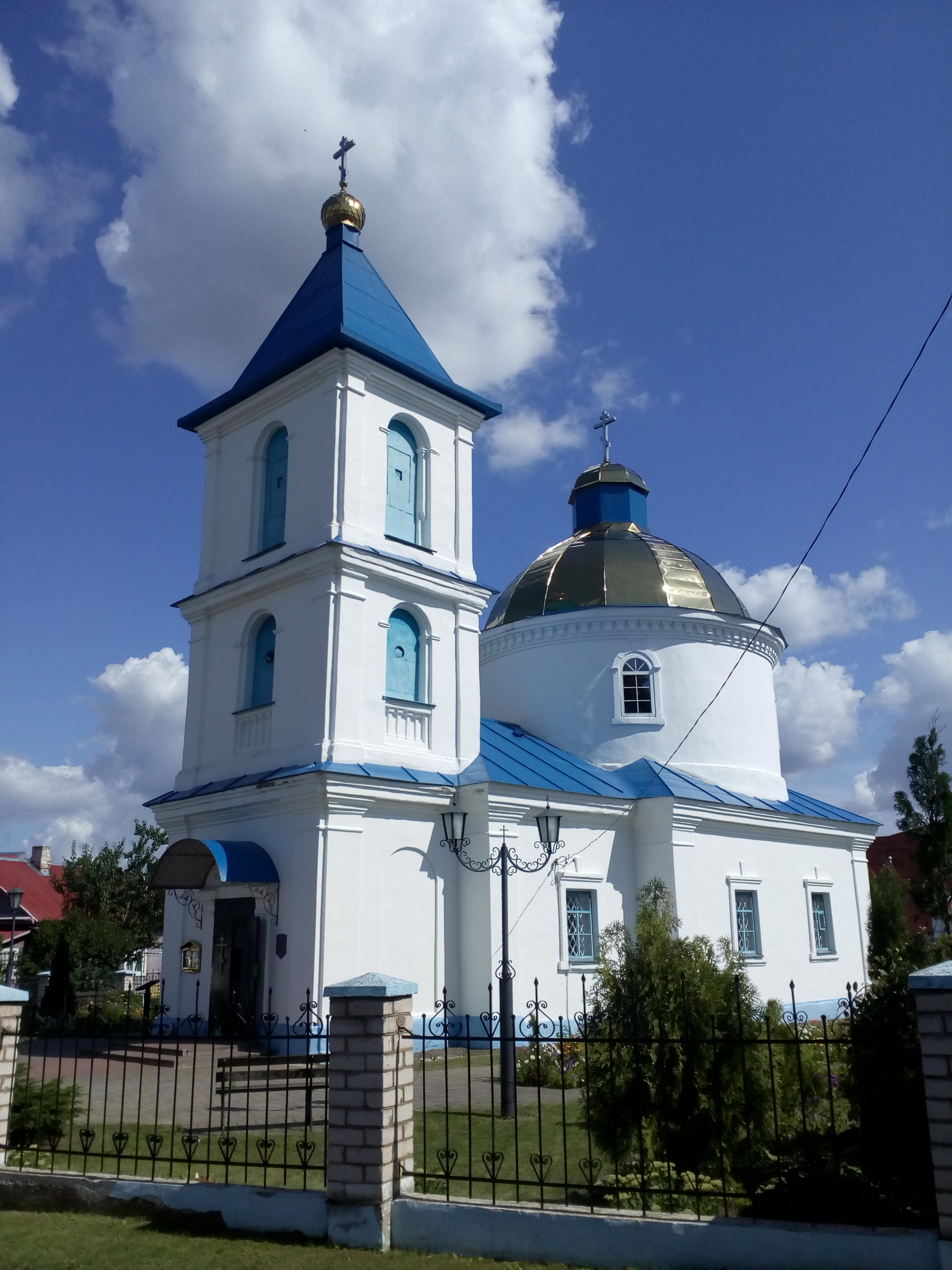
Православная церковь Святого Николая Чудотворца
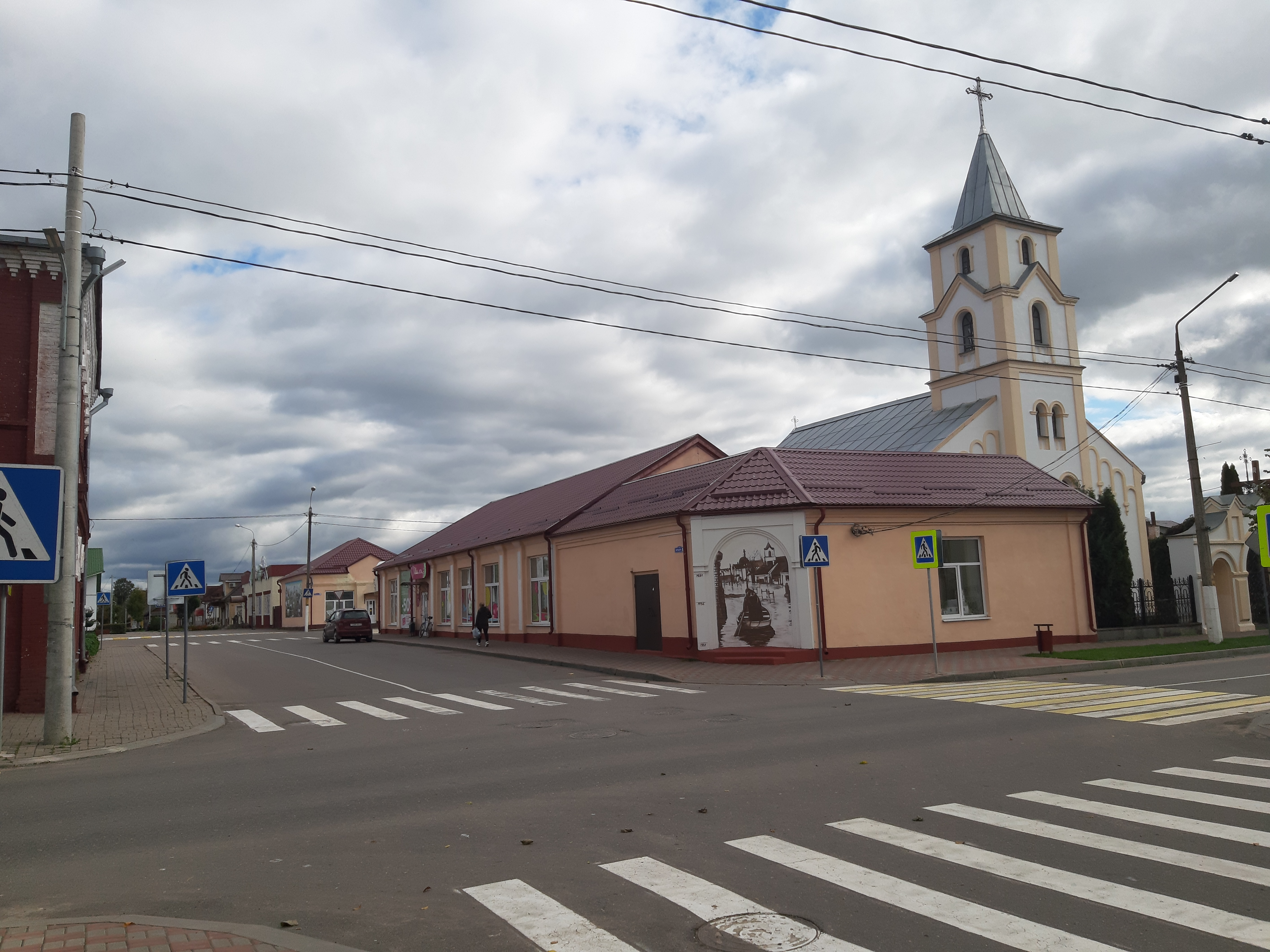
Панорама
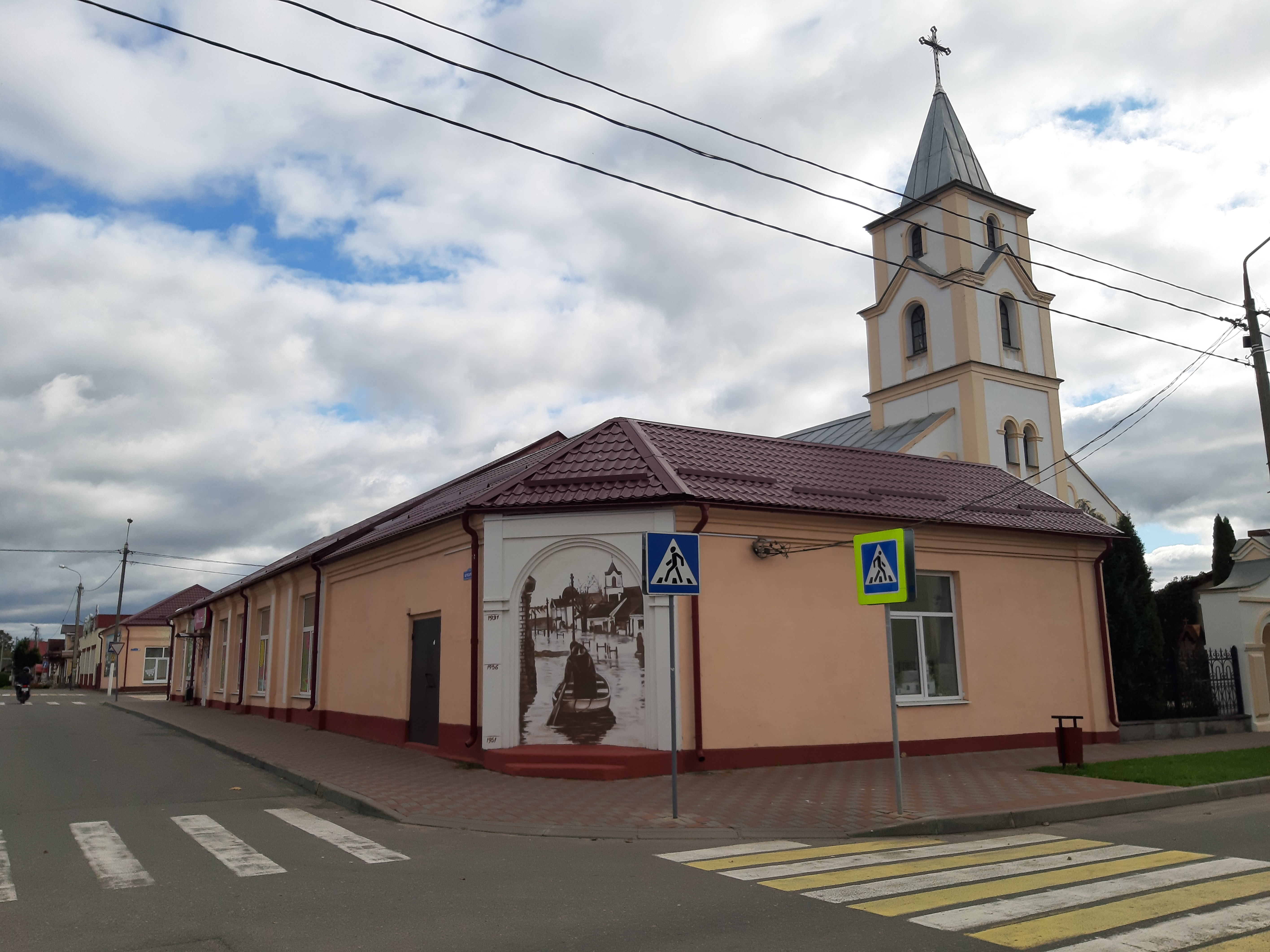
Панорама
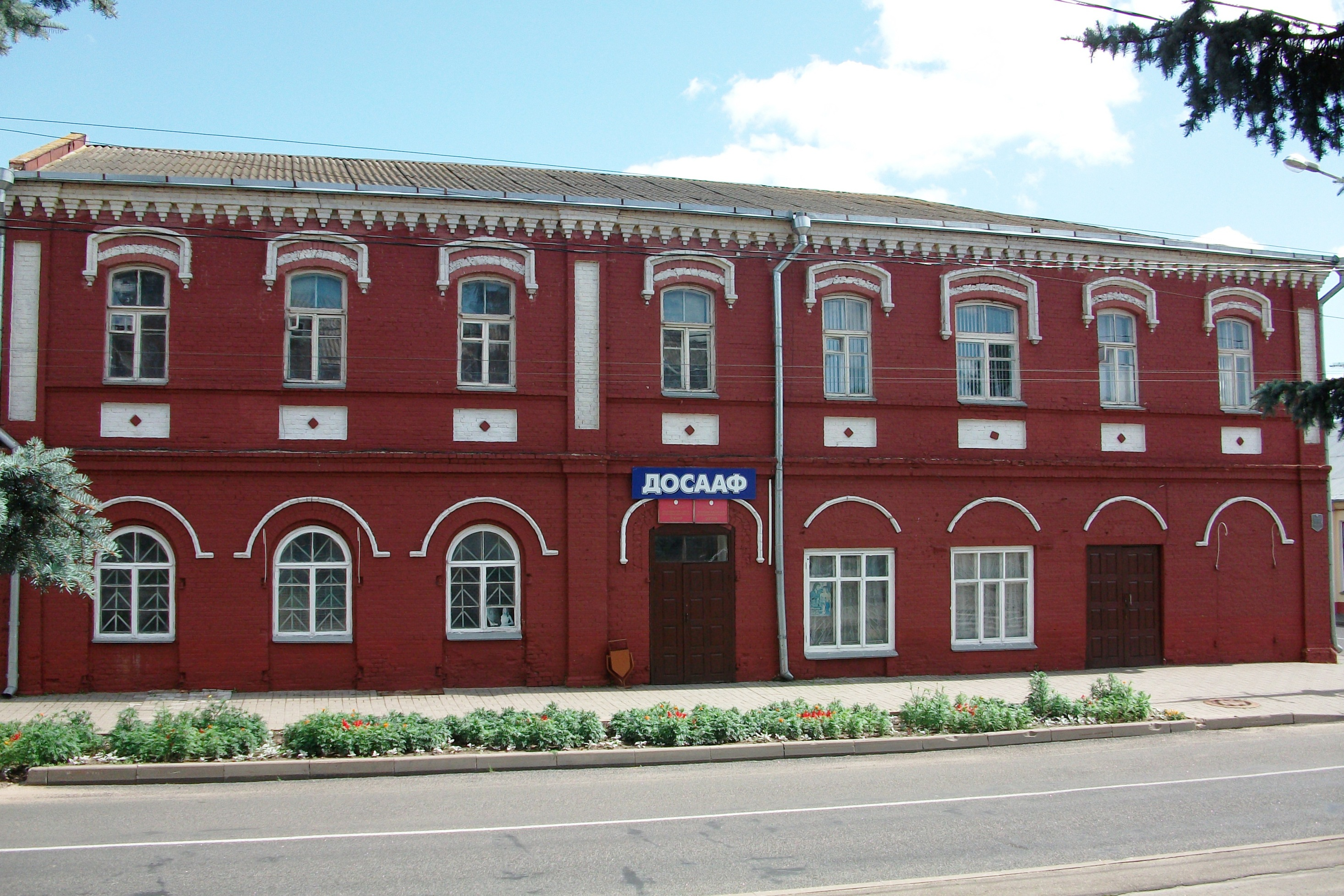
Здание начала XX века
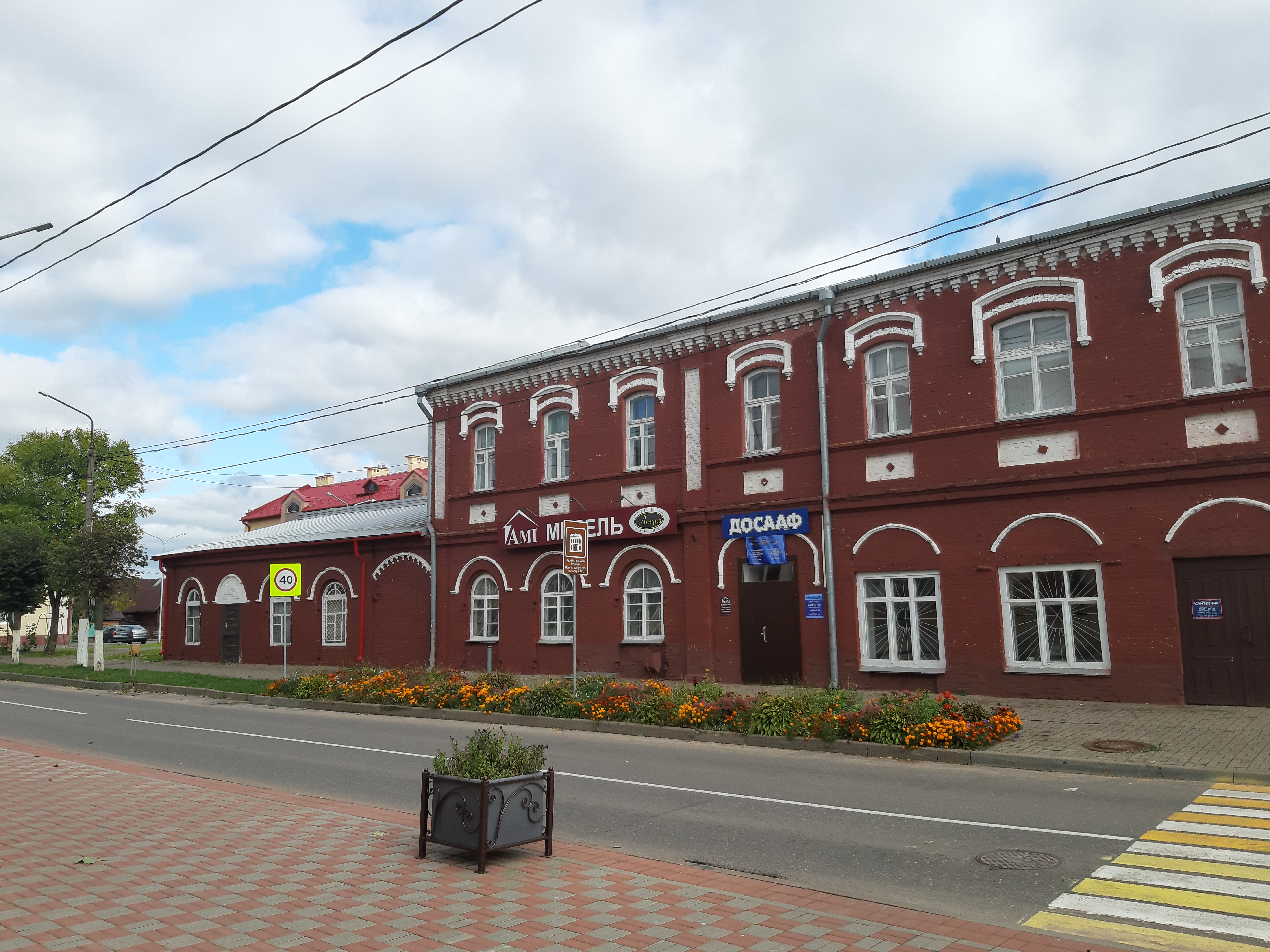
Здание начала XX века
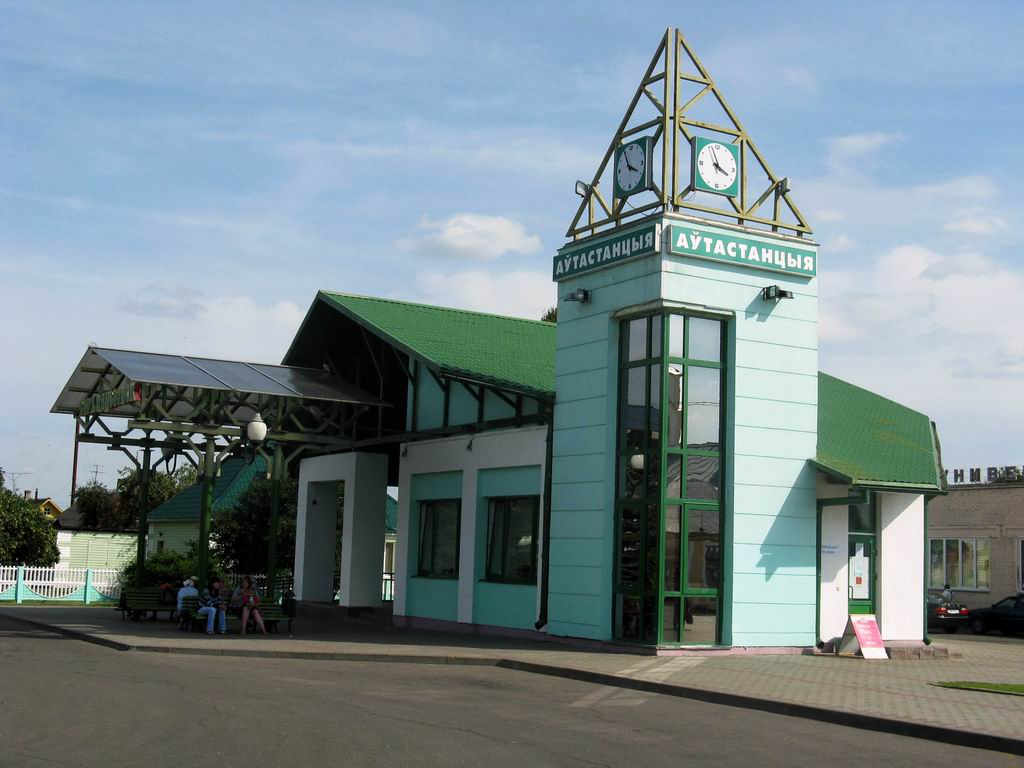
Автобусная станция
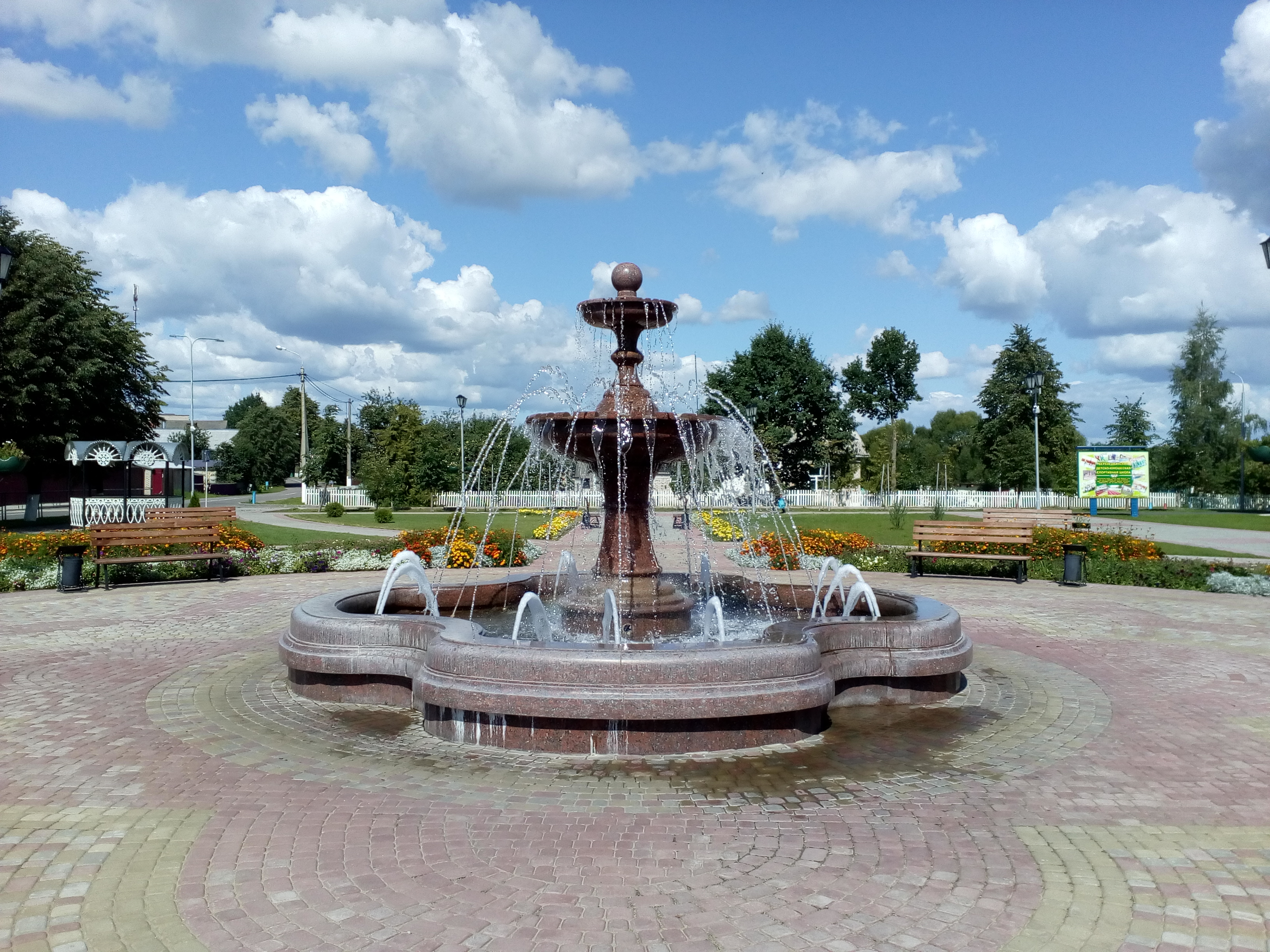
Фонтан
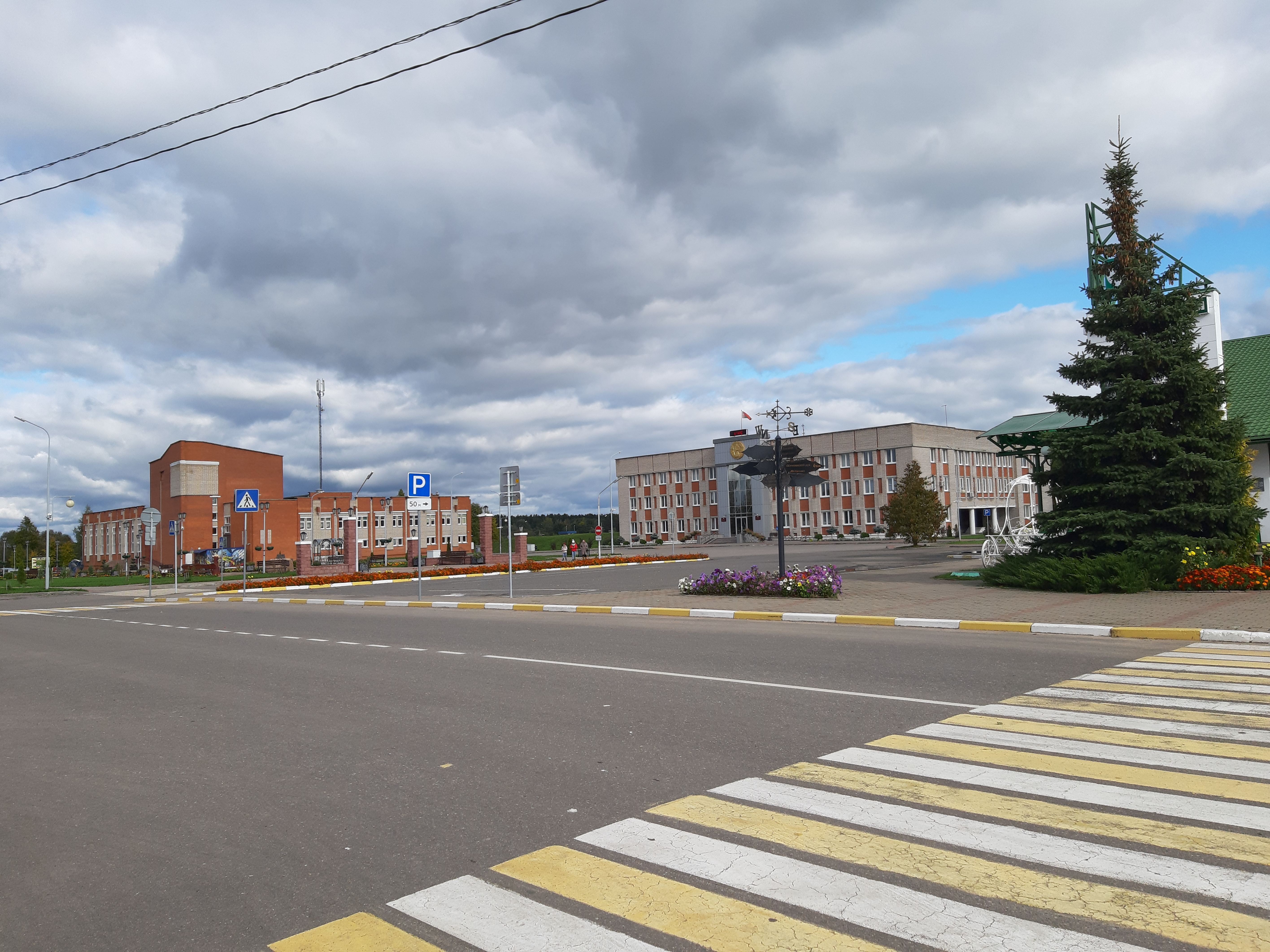
Панорама
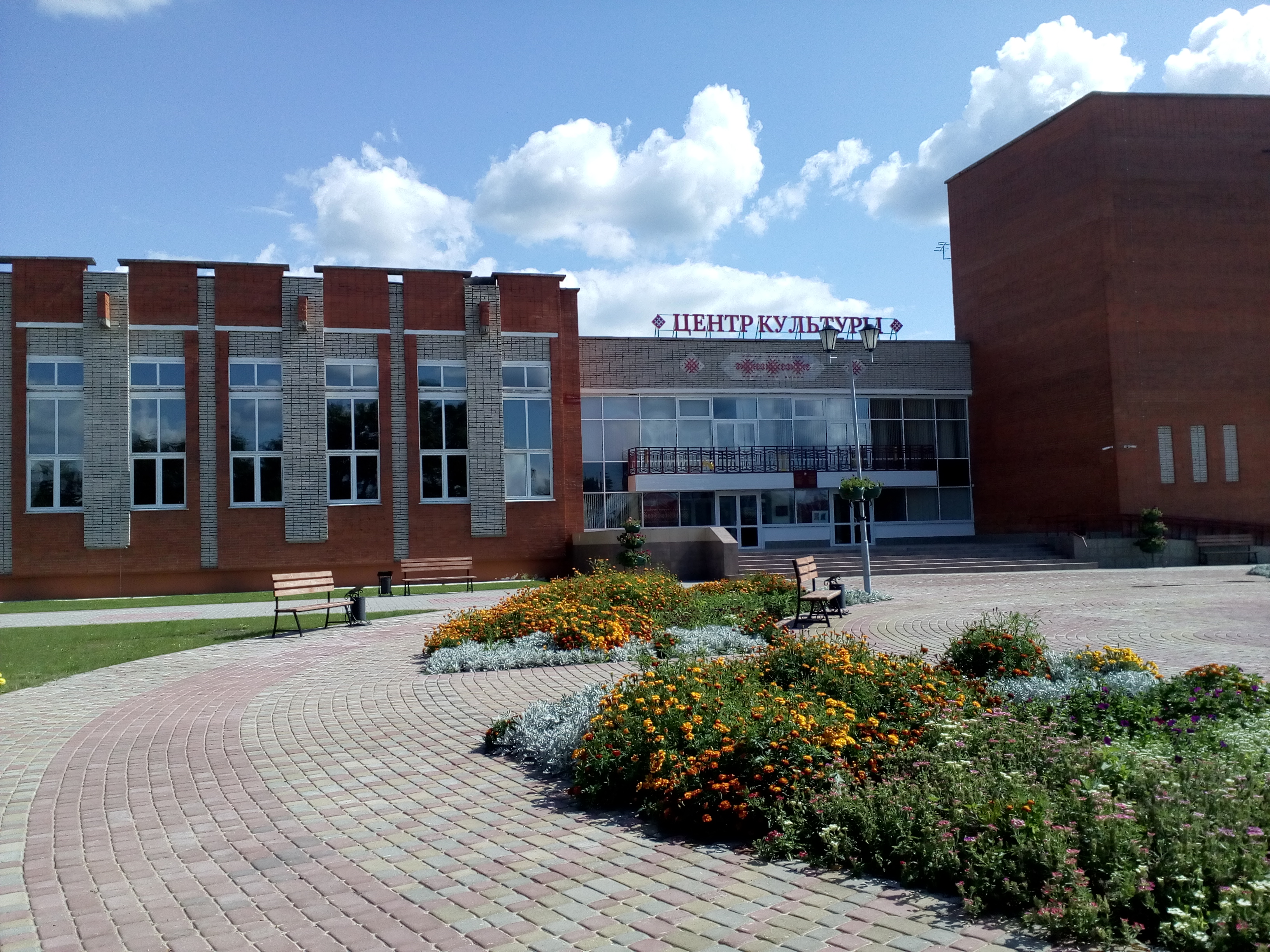
Центр культуры
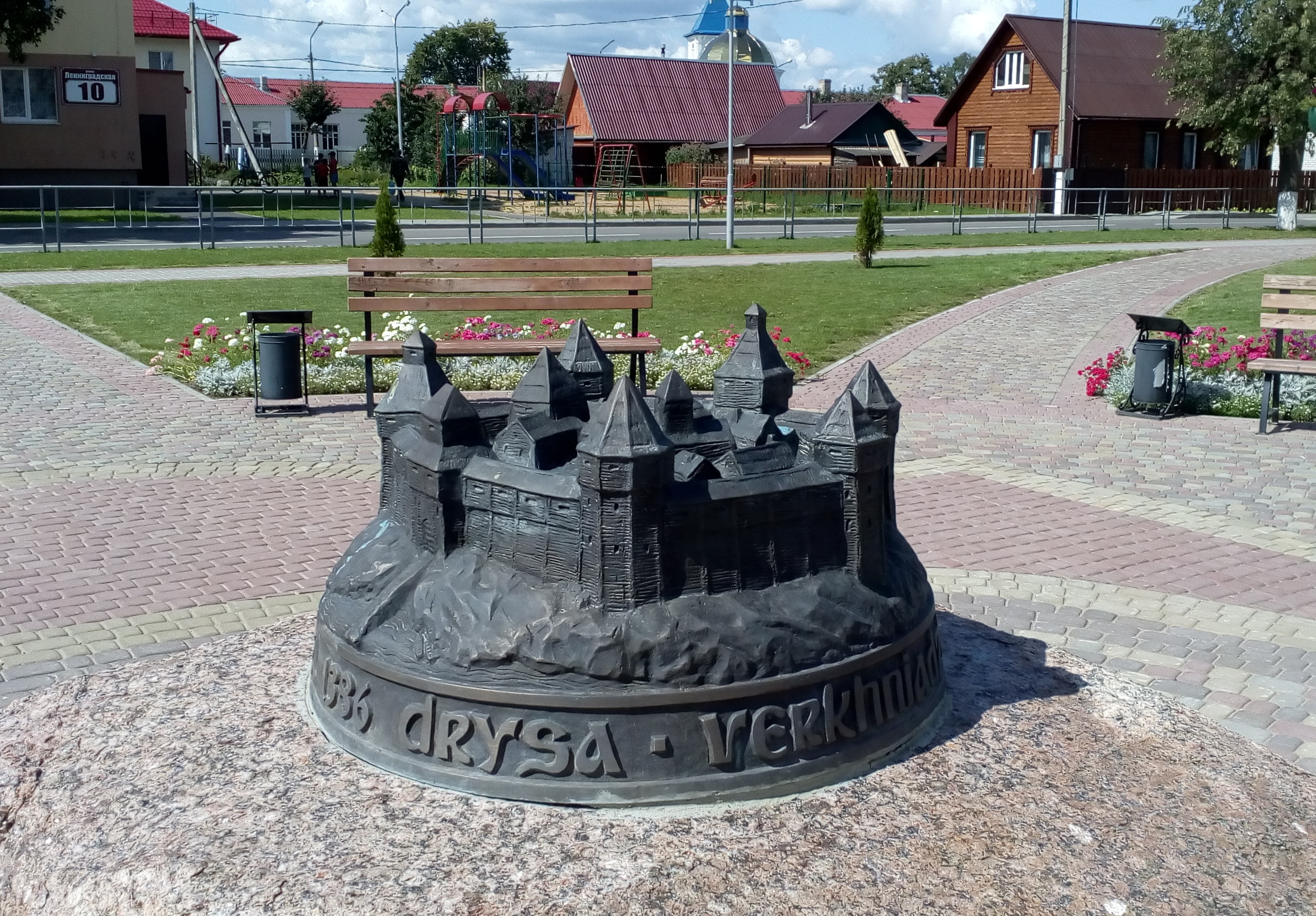
Макет Дриссенского замка на главной площади
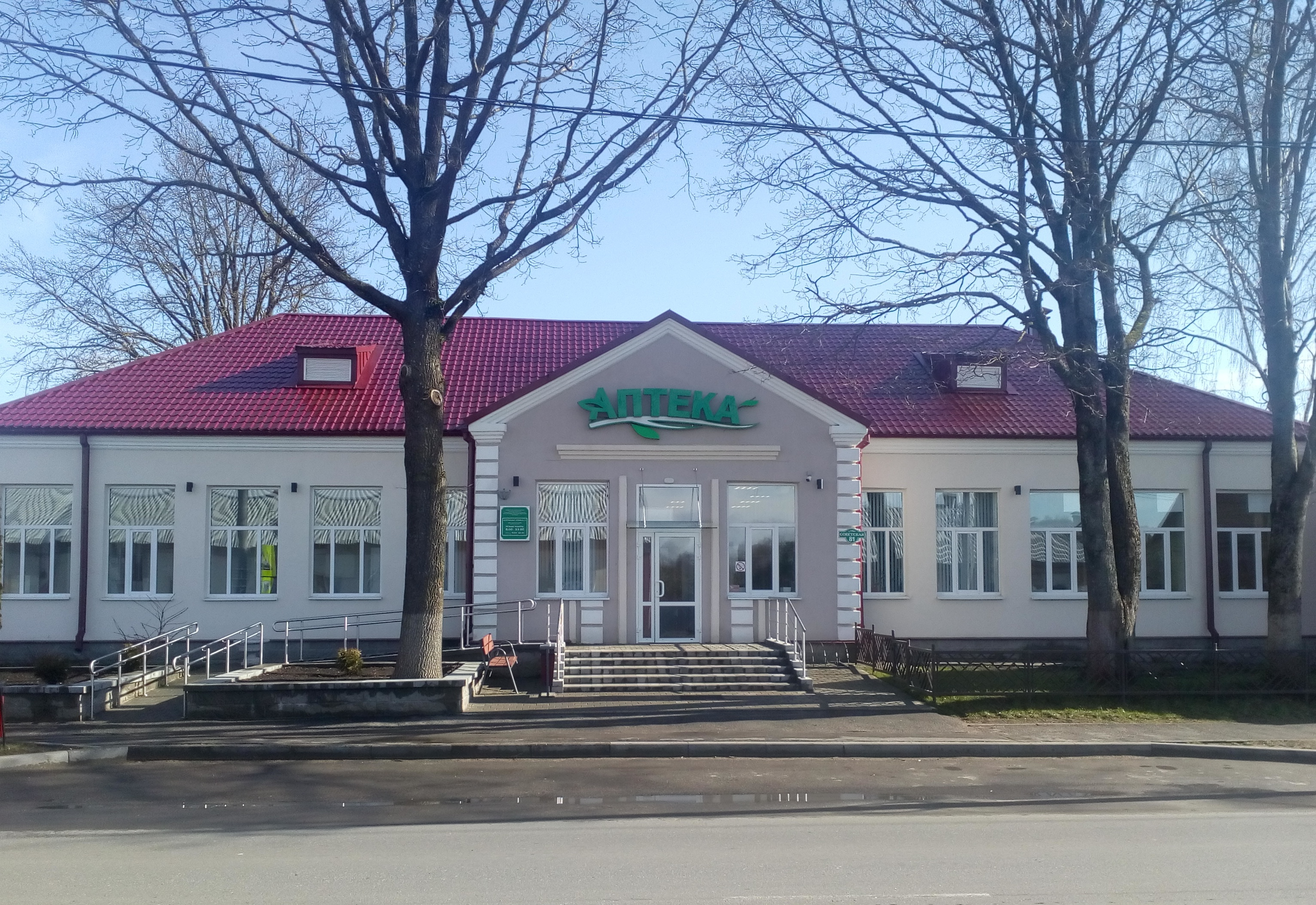
Здание центральной аптеки
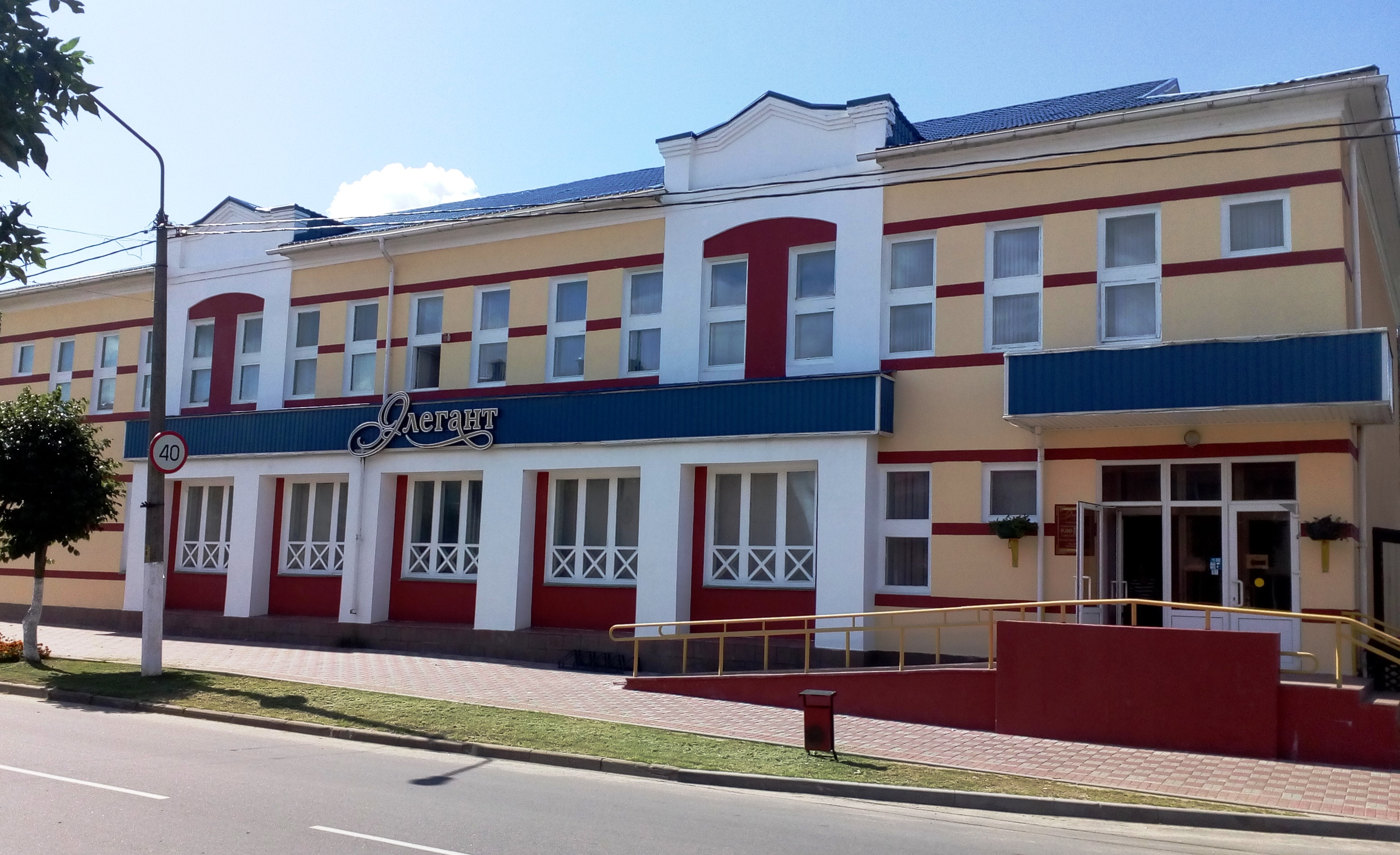
Здание универмага
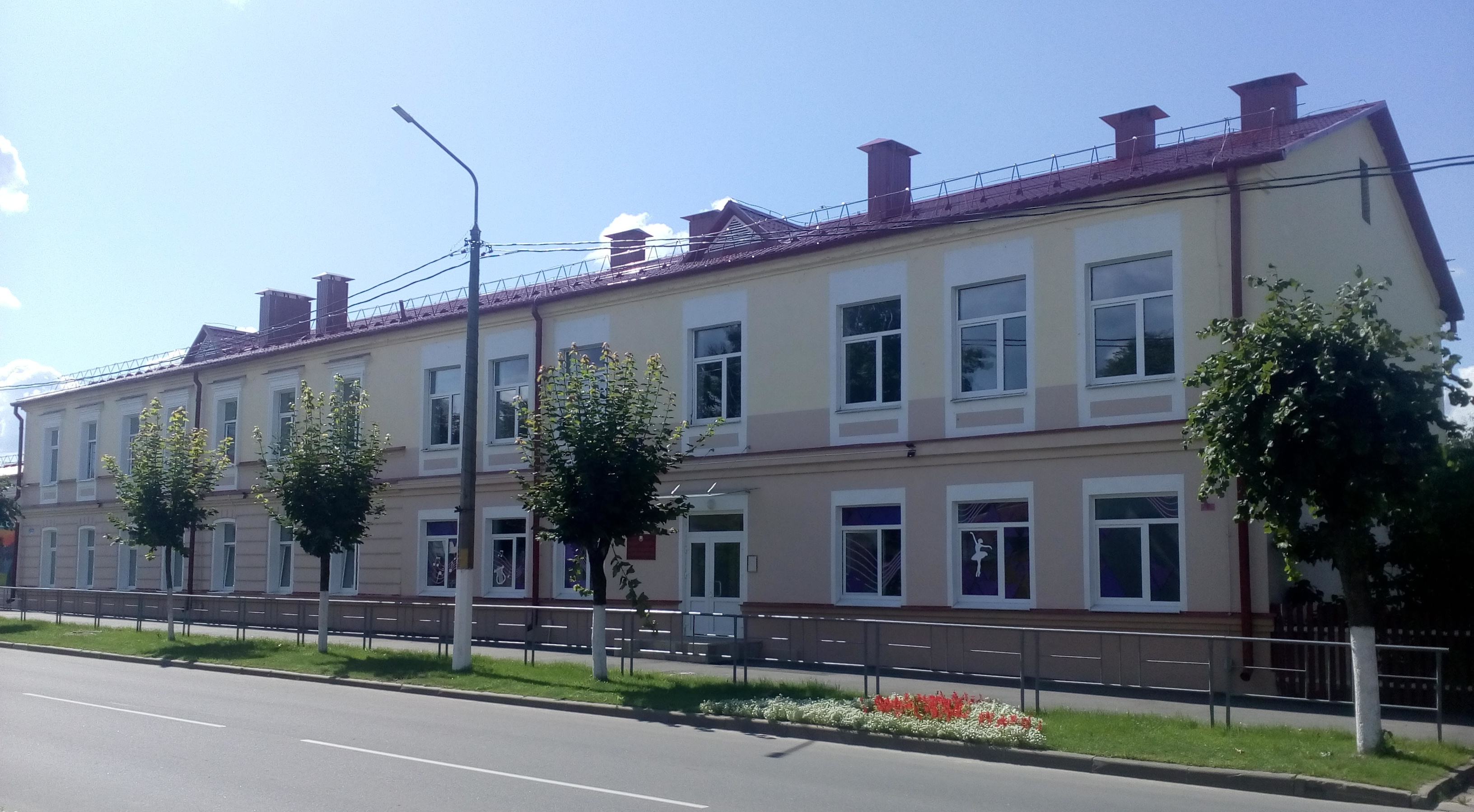
Здание школы
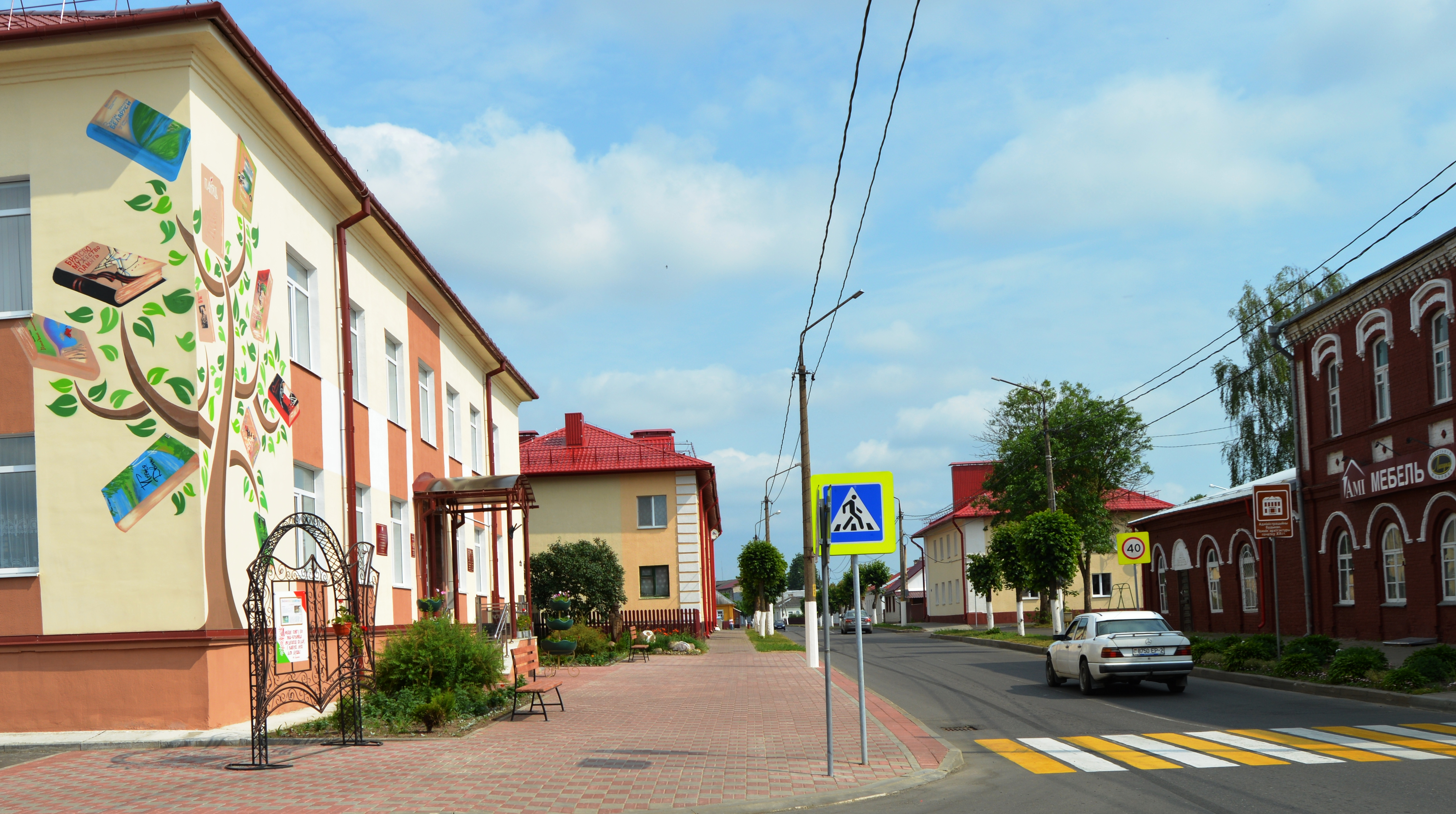
Здание библиотеки
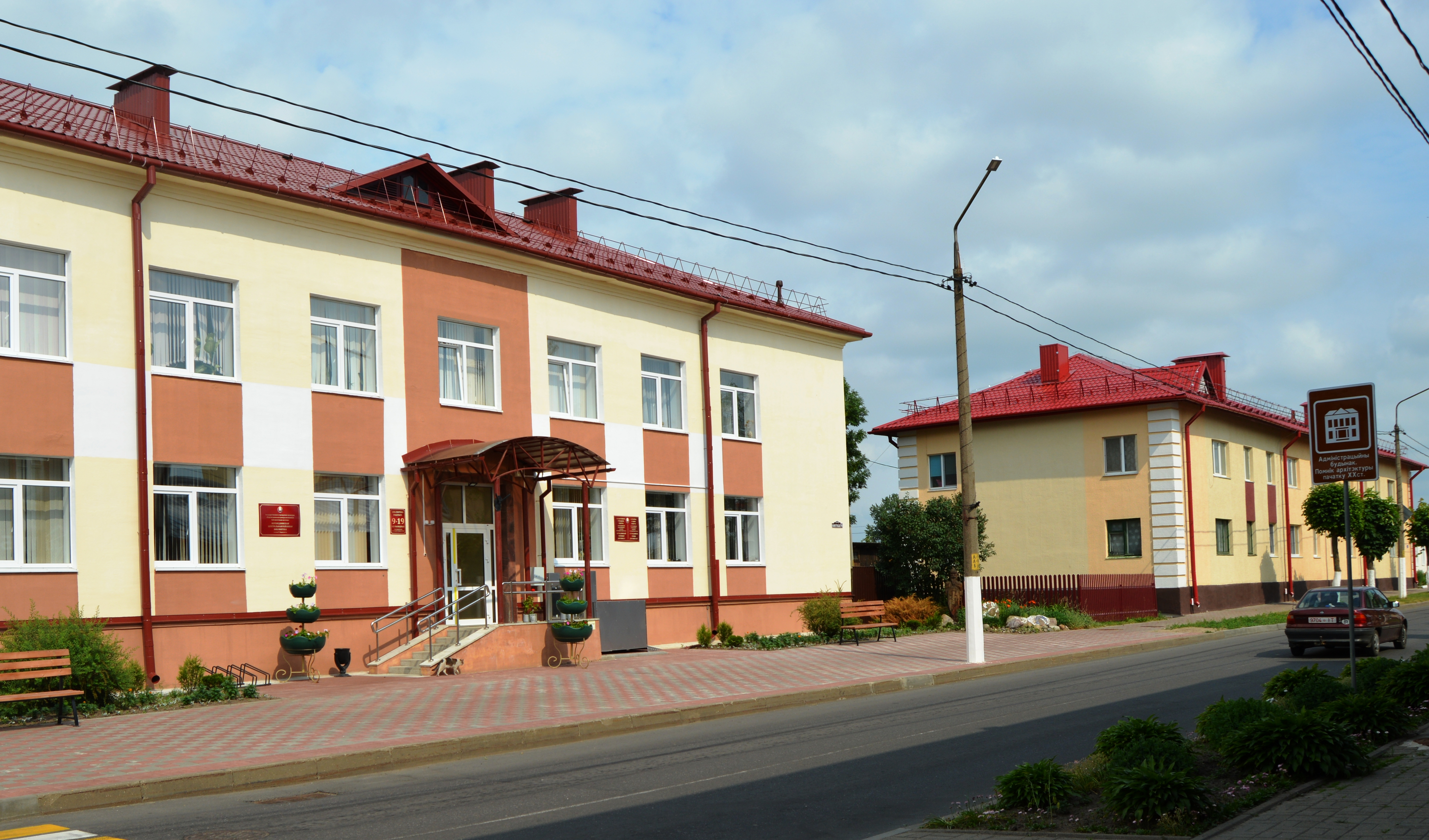
Здание библиотеки
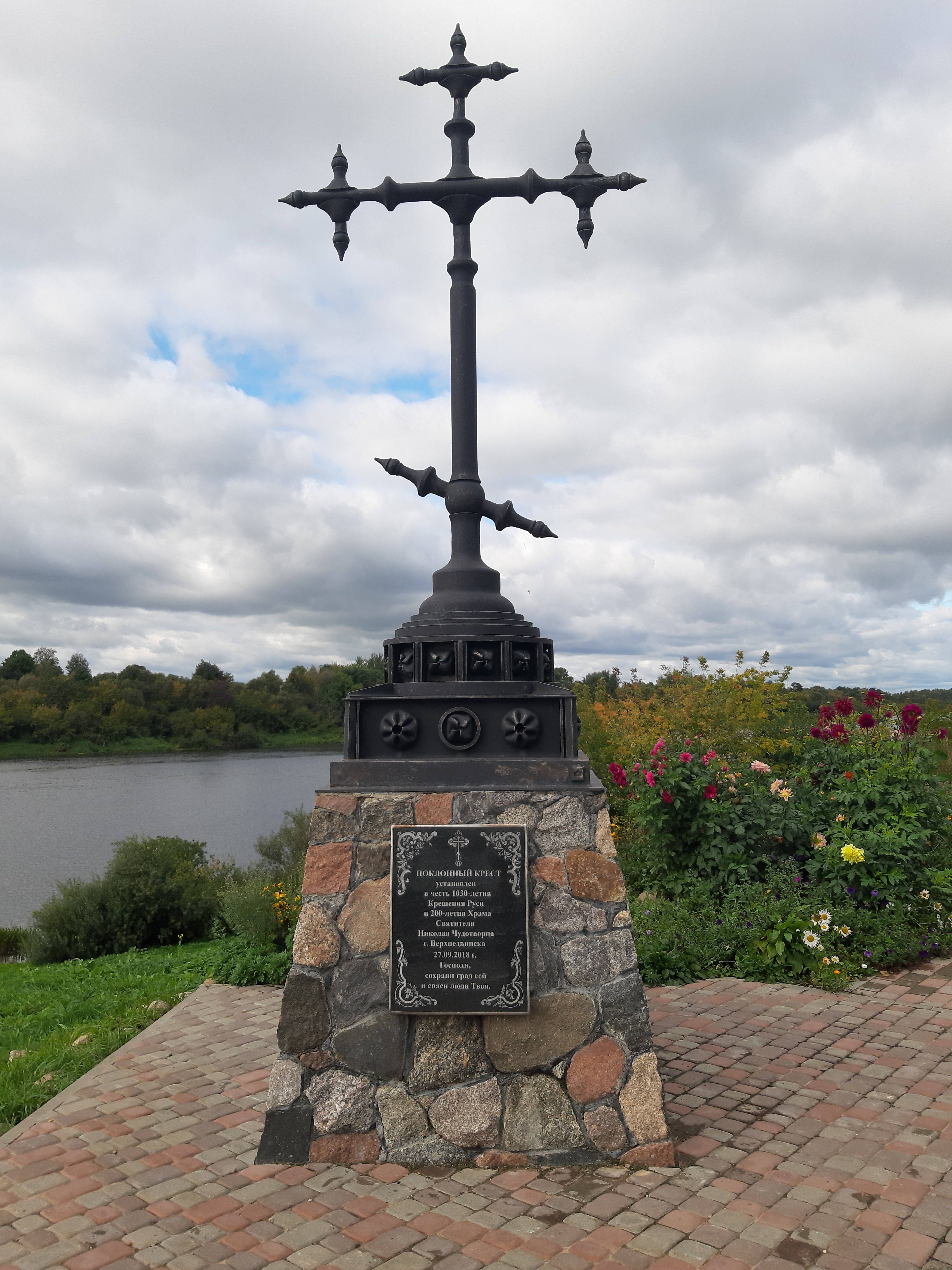
Поклонный крест на набережной
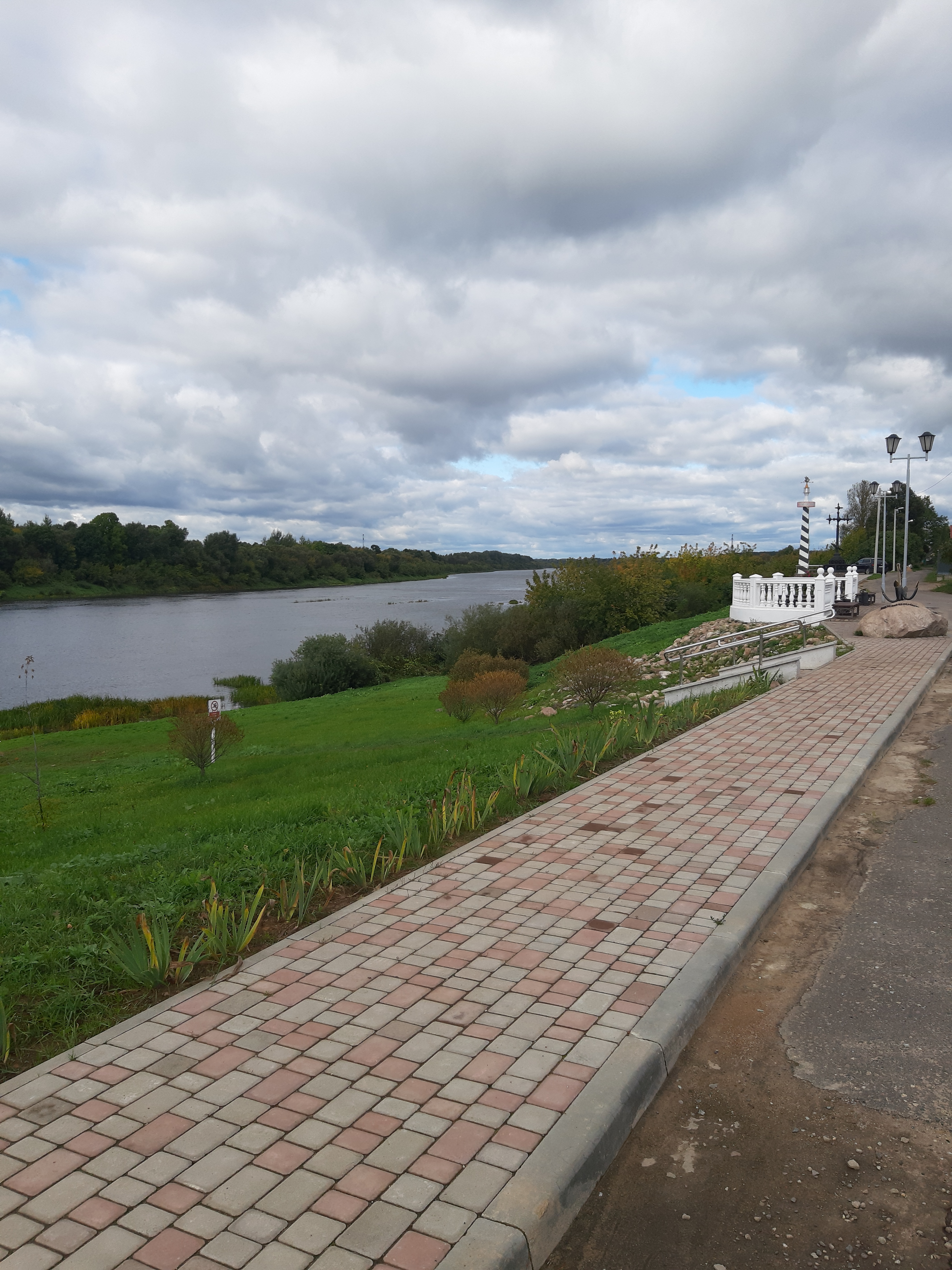
Набережная
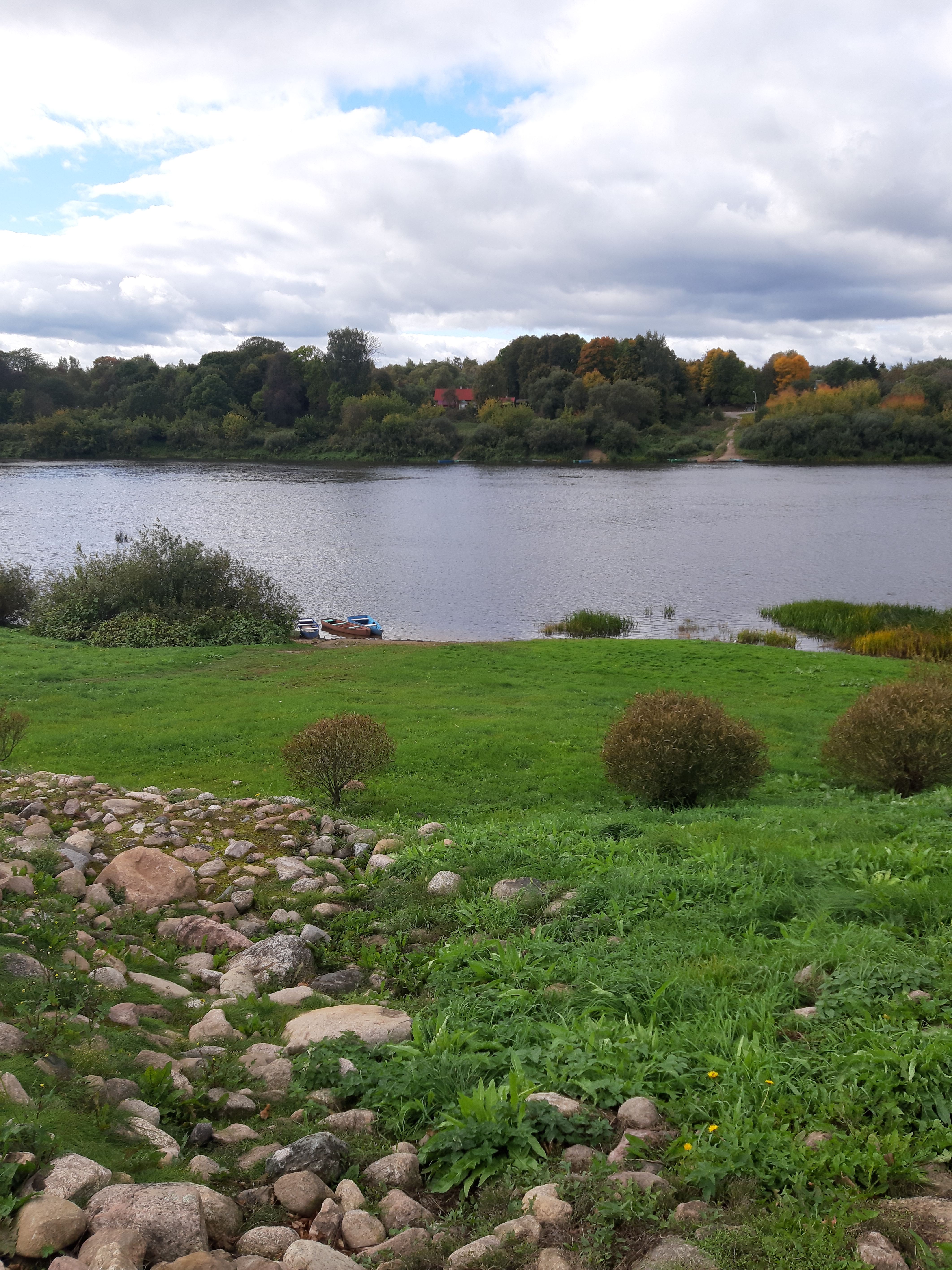
Набережная
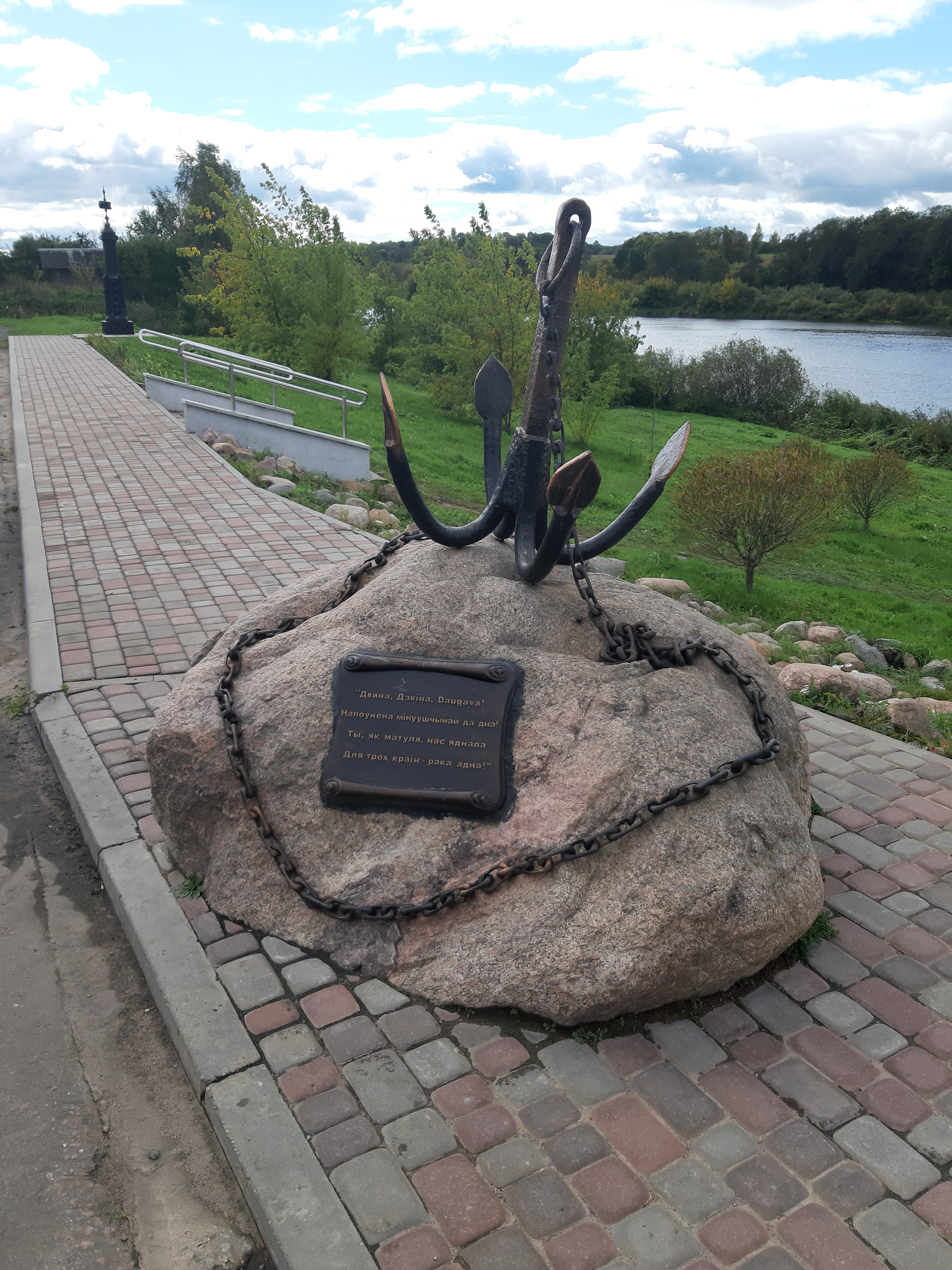
Памятный знак на набережной
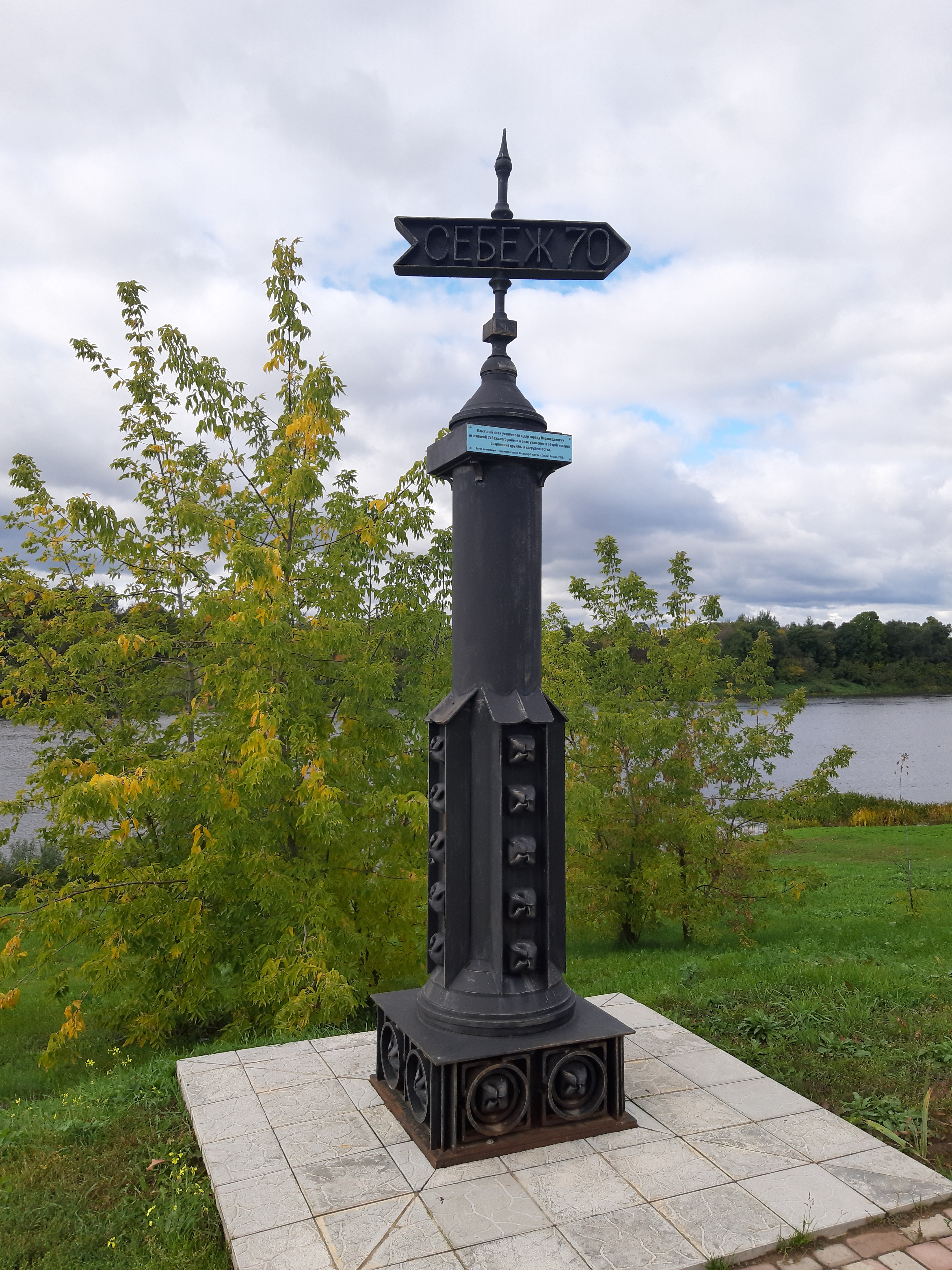
Малые архитектурные формы на набережной
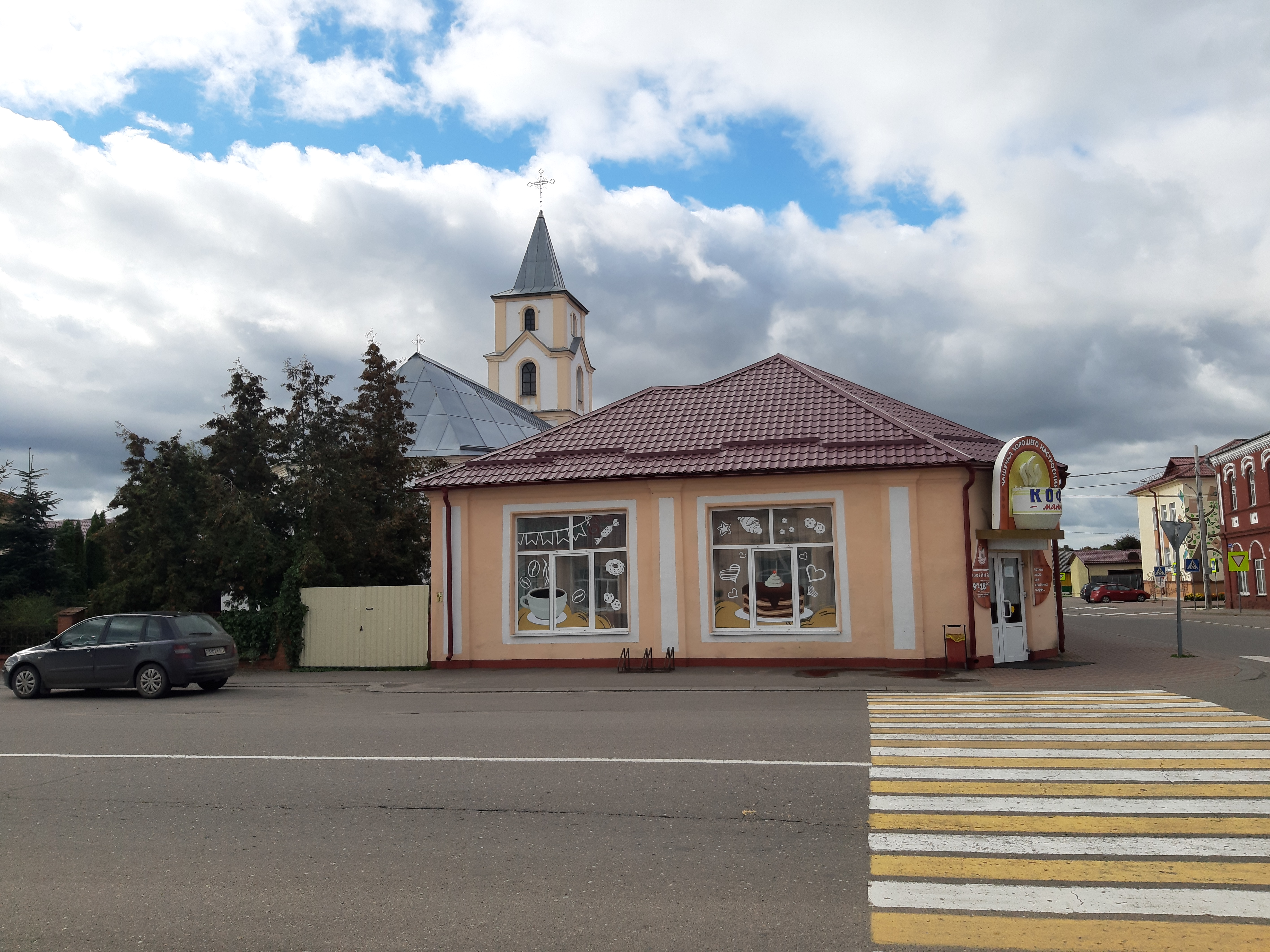
Панорама
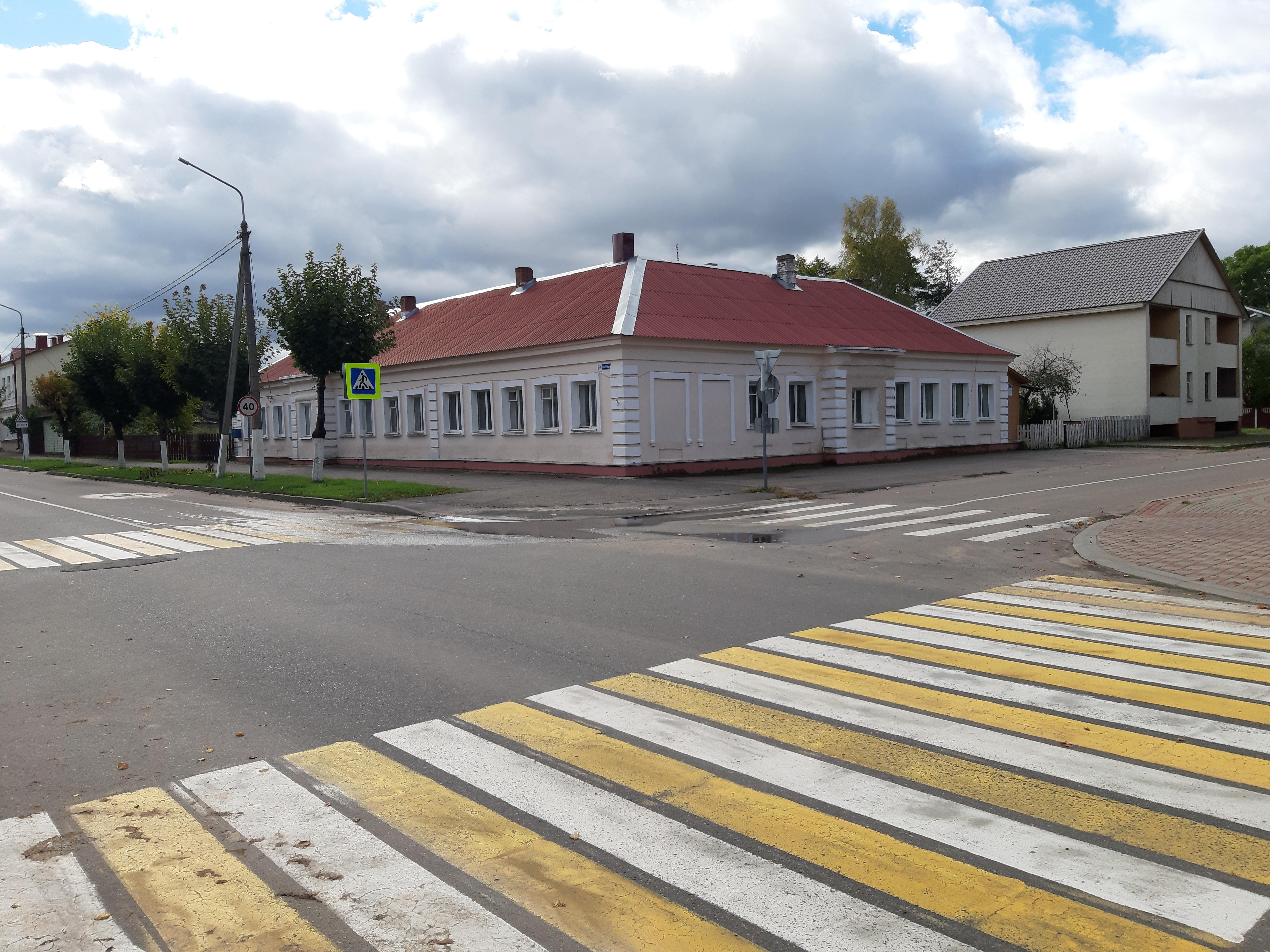
Панорама
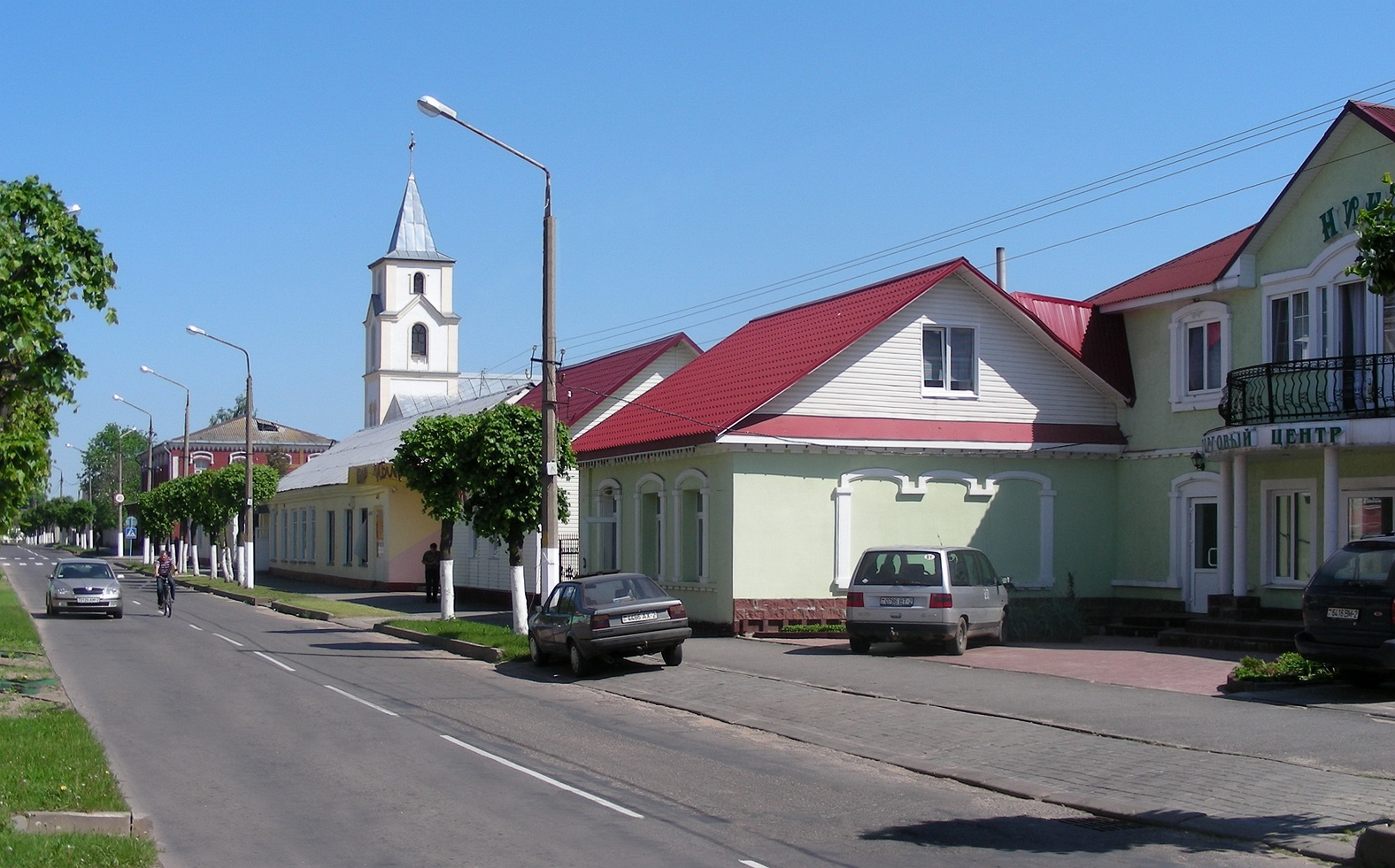
Панорама
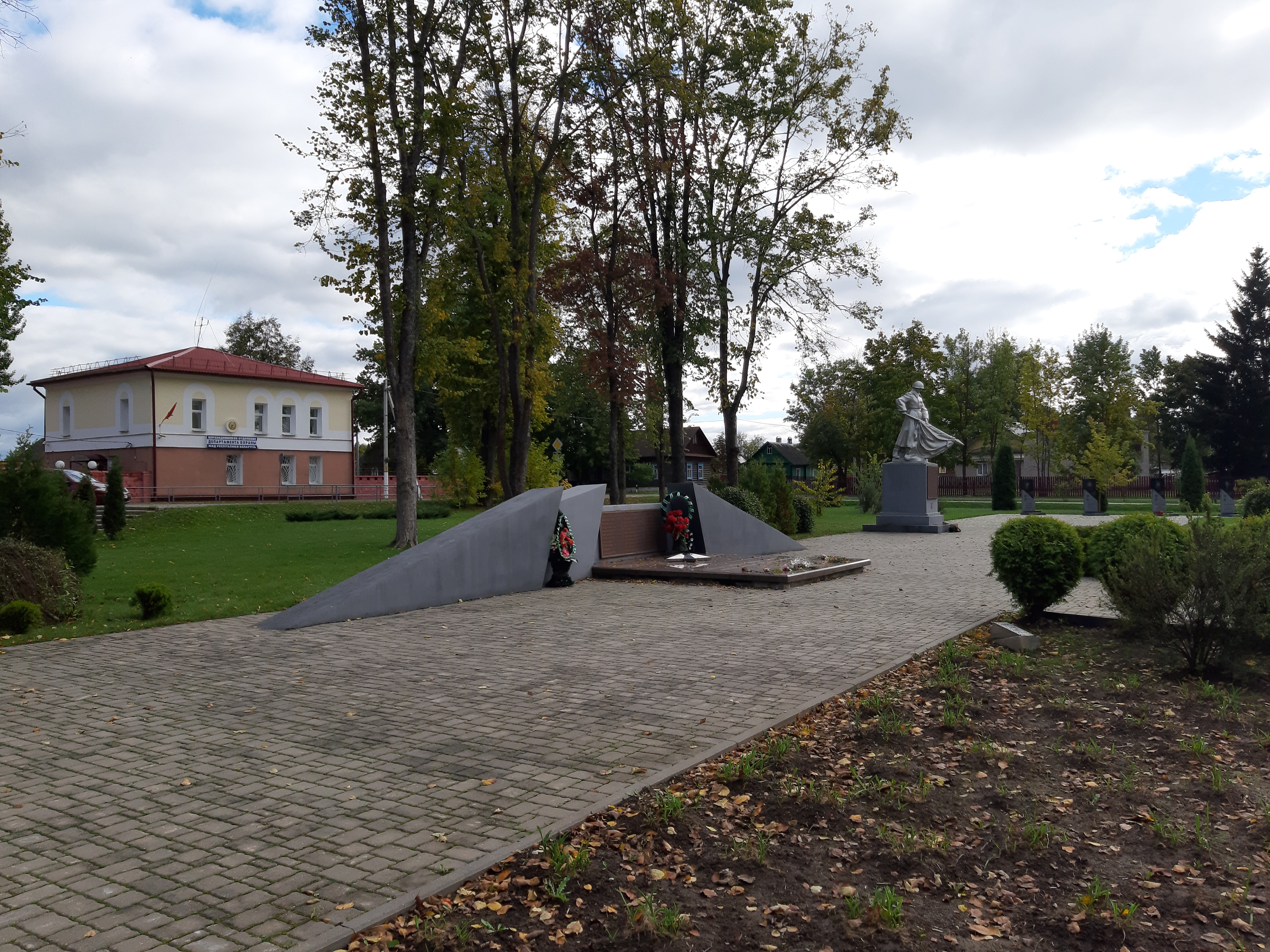
Воинские памятники
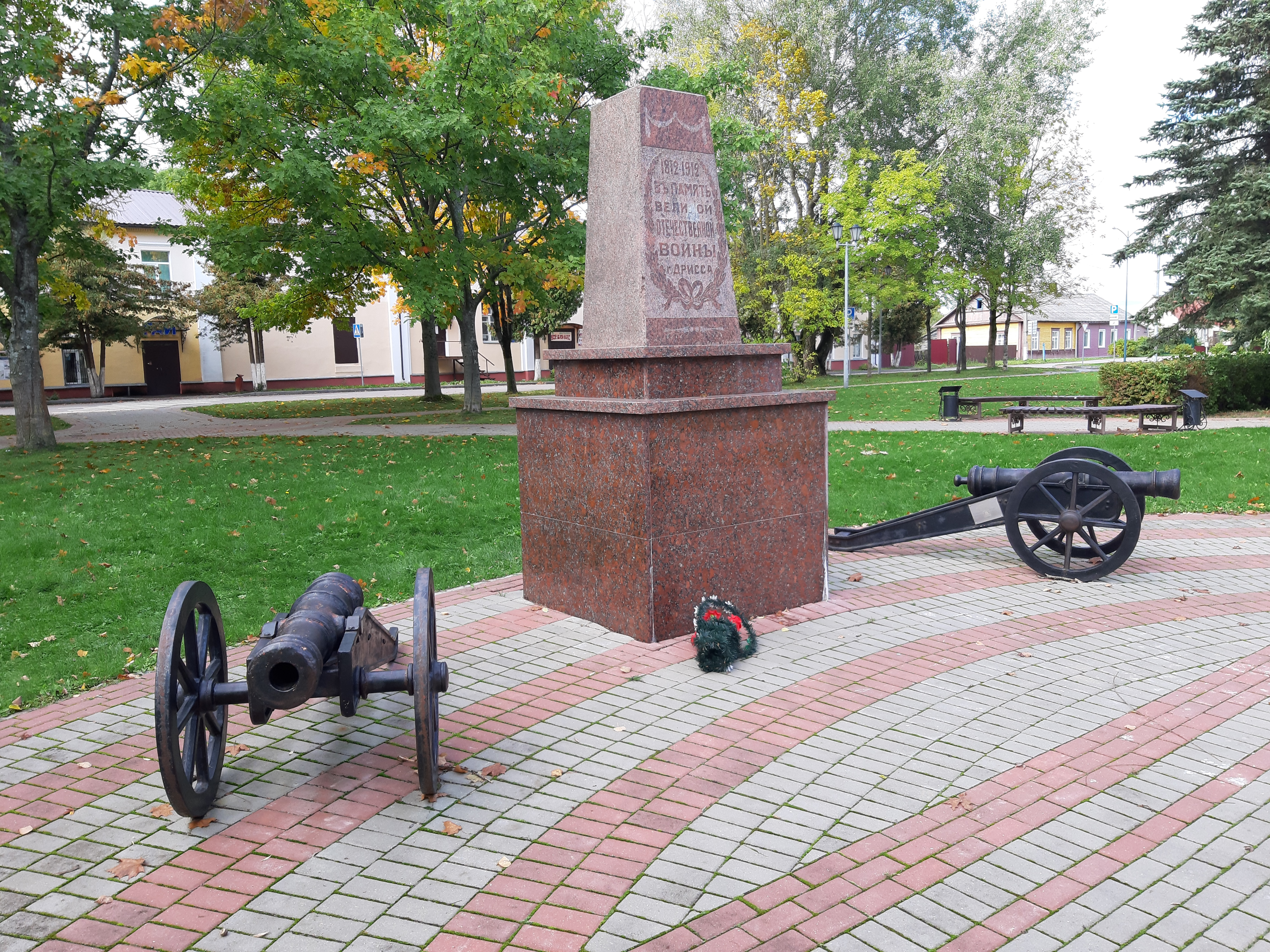
Воинские памятники
Площадь Юбилейная. Здание райисполкома

## Спорт
- Физкультурно-оздоровительный комплекс с бассейном "Импульс"